# 門司区
門司区（もじく）は、政令指定都市である北九州市を構成する7区の行政区の一つである。

## 概要
1963年（昭和38年）2月10日に北九州市が発足するまで存在した旧門司市の市域に相当する。九州の北端、企救半島にあり、同半島の大半を占める。西側は関門海峡を挟んで下関市と向かい合い、東側は周防灘に面し、南側は小倉北区・小倉南区に接する（→位置）。本州から九州への玄関口であり、日本海と瀬戸内海を結ぶ海路を押さえる場所でもあり、古くから交通の要地であった。門司港駅（旧門司駅）は鹿児島本線の起点駅であり、その駅舎は重要文化財に指定されている。
1889年（明治22年）以降の築港と鉄道敷設が寒村であった門司が栄えるきっかけとなり、門司港は筑豊の石炭の輸出港として急速に発展を始めた。商社や金融機関が次々門司港に支店を構え、大里地区には鈴木商店系の製糖・製粉などの工場が建設された。1898年に門司で開設された日本銀行西部支店（現在の北九州支店）は大阪支店に次ぐ日本で2番目の歴史を有する支店である。1899年（明治32年）にはいち早く市制施行。大正時代にかけて、門司港は石炭輸出からセメント会社、製糖会社、紡績会社などの製品輸出・原料輸入にシフトしていき、日本有数の貿易港として栄えた。昭和期に入ると大連航路（現門司港駅には鉄道貨車船舶積載設備がかつて存在し、満州鉄道或いはシベリア鉄道の起点、と定義する昭和期の資料も地元史啓発に併用された）などの国際航路も開けた。太平洋戦争末期には、門司は度々空襲を受けた（風師山山頂一帯には迎撃高射砲基地も存在した）ほか、関門海峡への機雷投下を受け、海峡が封鎖される事態となった。戦後は、主要な貿易先であった中国との国交が断たれたことなどから、門司港の地位は低下。1963年に門司市は小倉市、若松市、八幡市、戸畑市と五市対等合併し、北九州市の門司区となった。1958年の関門トンネル開通に続き、1973年の関門橋開通、1975年の山陽新幹線開通により、門司の通過点化が進み、企業は小倉や福岡市に流出し、経済はますます沈滞した。末吉興一市長が打ち出した「門司港レトロ」構想によって、門司港地区に残る歴史的建造物の保存・活用が行われ、1995年にグランドオープンした。その後も観光開発が進み、賑わいが生まれた。一方、観光以外の地域の活性化には課題もある。
門司区内の地域を見ると、門司港駅を中心とする門司港は、門司港レトロの歴史的建造物や観光施設、宿泊施設、商業施設が立ち並び、年間200万人が訪れる。その北側に位置する和布刈（めかり）地区は、レトロ事業と同時期に海峡めぐり推進事業により和布刈公園周辺が整備されている。門司駅を中心とする大里地区では、サッポロビール九州工場が閉鎖されるなど経済的な衰えもあるが、その跡地の煉瓦造りの工場を門司赤煉瓦プレイスとして開業するなど、観光客の誘致に取り組んでいる。近年ではマンションが増えつつある。周防灘に面した新門司地区には、港湾設備、臨海工業用地が整備されている。太刀浦には、西日本有数のコンテナターミナルがある（→地域）。
旧門司市の人口は明治時代から急速に増加し、1959年に16万人余りのピークに達したが、その後門司区時代を通じて減少を続け、2015年以降、10万人を割り込んでいる。人口に占める65歳以上の割合（高齢化率）が36.5%と、北九州市の中でも高い。

## 位置
| 門司区 門司港 大里 新門司 古城山 175m 三角山 194m 風師山 362.2m 矢筈山 266m 戸ノ上山 517.8m 足立山（小倉北区）597.8m 響灘 周防灘 関門海峡 小倉北区 小倉南区 下関市 |

北九州市門司区は、九州の北端、企救半島にあり、同半島の大半を占める。
西側は、関門海峡を挟んで、本州の西端である山口県下関市と向かい合っている。現在、下関市とは、海底トンネルである関門トンネル（国道、山陽本線等）や関門橋によって結ばれている。
東側は、瀬戸内海の南西部に当たる周防灘に面している。
南側は、企救半島西側では北九州市小倉北区に接し、企救半島東側では小倉南区に接する。門司区と小倉北・南両区は、古代から豊前国企救郡として共通する歴史を歩んできた。
門司区の面積は73.67平方キロメートルである。北九州市の面積の約15%を占める。

## 自然

### 地形・地質
| 累代        | 代     | 紀           | 基底年代 Mya |
| ----------- | ------ | ------------ | ------------ |
| 顕生代      | 新生代 | 第四紀       | 2.58         |
| 顕生代      | 新生代 | 新第三紀     | 23.03        |
| 顕生代      | 新生代 | 古第三紀     | 66           |
| 顕生代      | 中生代 | 白亜紀       | 145          |
| 顕生代      | 中生代 | ジュラ紀     | 201.3        |
| 顕生代      | 中生代 | 三畳紀       | 251.902      |
| 顕生代      | 古生代 | ペルム紀     | 298.9        |
| 顕生代      | 古生代 | 石炭紀       | 358.9        |
| 顕生代      | 古生代 | デボン紀     | 419.2        |
| 顕生代      | 古生代 | シルル紀     | 443.8        |
| 顕生代      | 古生代 | オルドビス紀 | 485.4        |
| 顕生代      | 古生代 | カンブリア紀 | 541          |
| 原生代      | 原生代 | 原生代       | 2500         |
| 太古代      | 太古代 | 太古代       | 4000         |
| 冥王代      | 冥王代 | 冥王代       | 4600         |
| 1. 2. 3. 4. |        |              |              |

企救半島は、山がちであり、筑紫山地（横谷により東から福智山地、三郡山地、脊振山地に分かれる）のうち福智山地の北東延長に当たる。区内最高地は戸ノ上山（標高518メートル）である。関門海峡側には狭長な門司平地があり、門司港付近には本川、栄川流域の平地、田野浦に流れる鳴滝川流域の平地があり、大里地区には、風師山・戸ノ上山山麓の崖錐・扇状地で形成された平地がある。周防灘側には、曽根・新門司平地があるが、山地から突き出す肢節や湾入部に分断されている。

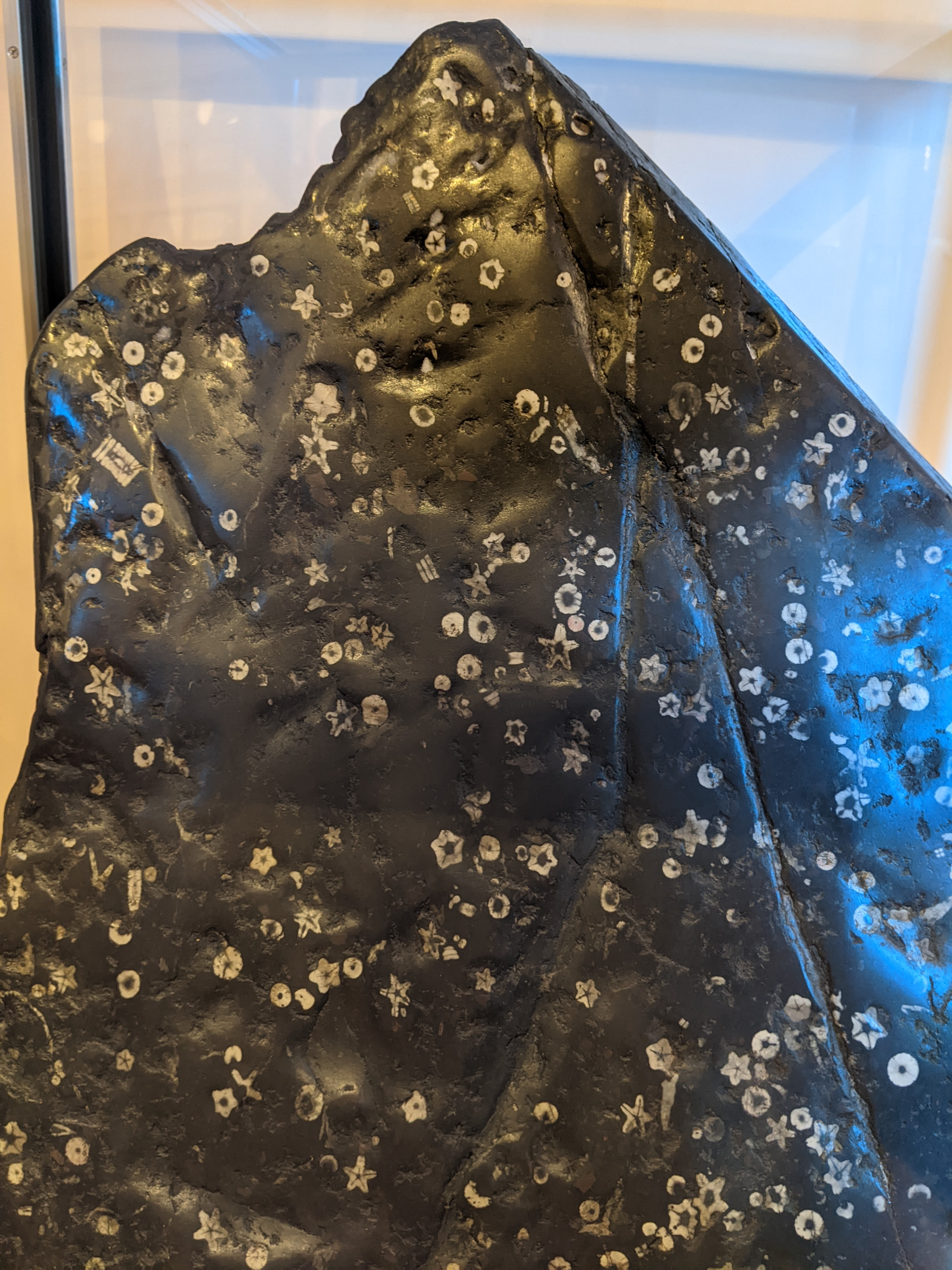
白野江の梅花石。輝緑凝灰岩中のウミユリ（茎のような部分）の断面が梅の花のように見える。

企救半島には、古生代ペルム紀の付加体である秋吉帯の南西延長に当たる地層群が分布している。付加体は、ユーラシア大陸の縁辺部にプレートが沈み込むに際して、沈み込み帯の深い海底で付加された基盤岩類であり、当時は九州は陸地ではなかった。中国地方各地の秋吉帯と同様、北部九州の秋吉帯は、大規模な石灰岩体を含むのが特徴であり、そのほか玄武岩質岩、チャート、砂岩、泥岩などを含む。小倉南区以南の平尾台などでは白亜紀花崗岩類の貫入によって熱変性を受けているが、企救半島では花崗岩の大規模な貫入岩体が見られず、熱変性が弱く、ところによって化石を産出することがある。白野江では、古生代から中生代にかけて海底にいたウミユリの化石を含んだ梅花石が出土し、その岩層は福岡県の天然記念物に指定されている。
九州北部（内帯）は、中生代白亜紀に隆起して陸化し、以後、新生代を通じて、概して陸上での侵食と火山活動が進行した。企救半島北西部では、秋吉帯は、下部白亜系関門層群で覆われている。関門層群は、九州北部から中国地方西部に分布する非海成下部白亜系であり、下部の脇野亜層群と上部の下関亜層群から成る。脇野亜層群は、礫岩、砂岩、泥岩などの非火山性砕屑岩から成る湖成堆積物が卓越し、一方、下関亜層群は、安山岩、デイサイト、火山砕屑岩を主とする。企救半島北西部は主に脇野亜層群で覆われている。小倉北区の脇野亜層群からニシン科魚類化石、淡水生の貝化石、石灰藻類の化石が発見されたことから、この時代（約1億2000万年前の白亜紀初期から中期）、筑豊・北九州地方は湖（古脇野湖）だったことが分かった。
筑紫山地が福智山地、三郡山地、背振山地に分割されたのは、古第三紀（6600万年前-2300万年前）に発生した正断層を伴う堆積盆地の形成によると考えられる。新第三紀中新世（2300万年前-）以降、日本海が生じ、現在の日本列島の形に近づいていった。北部九州の地形の骨格は、この第三紀に形成された。第四紀更新世（258万年前-）に入り、筑紫山地はゆっくり侵食削剥が続いた。最終間氷期（12.5万年前）には現在とほぼ同じ海岸線となったが、氷期には玄界灘や瀬戸内海が陸化した。関門海峡は、最終氷期（7万年前-1万年前）に、陸化した土地に河川が発達したのが原形であると考えられる。関門海峡の海底には、花崗岩類が露出していることから、古生層より侵食に弱い花崗岩類が差別的に侵食されたものと考えられる。1.5万年前以降、急激な海面上昇が生じ、完新世の7000年前に関門海峡が通じた。

### 気候
門司近傍で気象庁観測所がある下関の平年気温・降水量は雨温図のとおりである。
門司の気候は、瀬戸内海式気候と日本海側気候の中間的な性質を持つ。九州北部地方の特徴として、冬型の西高東低の気圧配置になると曇天になることが多く、雪が降ることもあるが、冬の降水量は少ない。一方、梅雨期は、前線が停滞しやすくなり、降水量が多い。関門海峡は、春先にはしばしば濃い霧が発生する。

## 歴史
関門海峡の南岸に位置する門司は古くより交易上の拠点、さらには戦国時代以降は本州と九州の結節点としての戦略上の拠点として位置づけられてきた。明治時代以降は、九州鉄道が門司・高瀬（現玉名）間を開通させると、筑豊からの石炭の輸出港として大きく発展。1899年に門司市が成立した。
終戦後、門司港は引き揚げの拠点の一つとなり、朝鮮半島や大陸からの引揚船が到着した。市街地は焼け野原であり、関門海峡は機雷除去作業が続き、1949年（昭和24年）に安全宣言が出されるまで、大型船舶の入出港ができなかった。1950年（昭和25年）の朝鮮戦争では、門司は物資輸送拠点となり、朝鮮特需にわいた。貿易関係施設は接収されてアメリカ軍の将兵が駐留した。しかし、朝鮮特需を最後のピークとして、石炭産業は斜陽化し、北九州全体の産業が沈滞していった。中国との国交が断たれ、貿易相手がアメリカ主体となったことからも、太平洋から遠い門司港の地位は低下した。
明治以来、北九州の各市（門司、小倉、若松、八幡市、戸畑市）と下関市との合併論は度々持ち上がっており、昭和に入ってからも、3回、合併運動が展開されたが、失敗に終わっていた。門司市は、1948年（昭和23年）に北九州五市合併総合研究委員会ができた時（第3回合併運動）には、下関市を入れた六市合併を譲らなかった。その背景には、合併により港湾機能が小倉に移転し、門司が「場末」化して衰退するおそれがあるという懸念があった。しかし、1960年（昭和35年）、八幡市長大坪純が五市市長会で五市合併を提案したことを機に、合併が現実性を帯びるようになった（第4回合併運動）。北九州工業地帯の地位低下に対する危機感や生活圏の拡大を背景に、柳田桃太郎門司市長も五市合併に賛同し、1961年（昭和36年）、各市議会で賛成決議がされた。市名は市民から募集された名前の中から北九州市に決定し、1963年（昭和38年）2月10日に北九州市が発足（人口103万人余り）、4月1日に政令指定都市となり、門司市は門司区となった。
1973年（昭和48年）の関門橋開通、さらには1975年（昭和50年）の新関門トンネル開通により陸上交通の拠点としての門司の優位性は低下し、門司は経済成長から取り残された。1986年（昭和61年）に北九州市長に就任した末吉興一は、翌1987年（昭和62年）、門司港に残る歴史的遺産を生かして街を整備する「門司港レトロ」構想に着手した。特に、1988年（昭和63年）に門司港駅が国の重要文化財に指定されたことを機に、洋風建築保存・活用の気運が本格化した。総事業費約300億円が投入され、1995年（平成7年）3月、門司港レトロがグランドオープンした。第1船溜りを中心に、賑わいが生まれた。
その後、1997年（平成9年）から2007年（平成19年）にかけて門司港レトロ第2期事業が実施され、九州鉄道記念館や海峡ドラマシップ（関門海峡ミュージアム）など、新しい観光施設、宿泊施設、商業施設も次々オープンした。かつての門司築港が建設した門司港・外浜を通る線路には、2005年（平成17年）まで貨物列車が走っていたが、平成筑豊鉄道門司港レトロ観光線のトロッコ列車（潮風号）が走るようになった。2014年（平成26年）には三宜楼が保存修理工事を経て一般公開された。

## 人口
門司市の人口は、明治時代から急速に増加し、1930年代後半は12万人から13万人台まで増加した。戦争の激化に伴って減少したが、戦後、再び増加し、1959年（昭和34年）に史上最高の16万5010人に達した。その後、門司区時代となったが、減少を続け、2015年（平成27年）からは10万人を割り込んだ。
北九州市全体として、高等教育機関が少なく、活力ある企業が少ないため、人口流出はこの先も続く可能性が高いと考えられている。
北九州市全体として若年層の流出により高齢化が進んでいるが、門司区は人口に占める65歳以上の割合（高齢化率）が36.5%と、市の中でも高い。
| 門司区の人口構成（2019年3月、単位：人） \| 6 \| 100+ \| 87 \| \| 90 \| 95-99 \| 476 \| \| 486 \| 90-94 \| 1,466 \| \| 1,280 \| 85-89 \| 2,735 \| \| 1,964 \| 80-84 \| 3,508 \| \| 2,961 \| 75-79 \| 4,056 \| \| 3,692 \| 70-74 \| 4,510 \| \| 4,007 \| 65-69 \| 4,608 \| \| 2,974 \| 60-64 \| 3,273 \| \| 2,735 \| 55-59 \| 3,077 \| \| 2,812 \| 50-54 \| 3,077 \| \| 3,319 \| 45-49 \| 3,398 \| \| 3,019 \| 40-44 \| 3,123 \| \| 2,555 \| 35-39 \| 2,539 \| \| 2,065 \| 30-34 \| 1,990 \| \| 1,792 \| 25-29 \| 1,790 \| \| 1,842 \| 20-24 \| 1,895 \| \| 2,153 \| 15-19 \| 1,995 \| \| 2,063 \| 10-14 \| 2,017 \| \| 1,927 \| 5-9 \| 1,839 \| \| 1,610 \| 0-4 \| 1,524 \| |       |       |
| 6 | 100+  | 87    |
| 90 | 95-99 | 476   |
| 486 | 90-94 | 1,466 |
| 1,280 | 85-89 | 2,735 |
| 1,964 | 80-84 | 3,508 |
| 2,961 | 75-79 | 4,056 |
| 3,692 | 70-74 | 4,510 |
| 4,007 | 65-69 | 4,608 |
| 2,974 | 60-64 | 3,273 |
| 2,735 | 55-59 | 3,077 |
| 2,812 | 50-54 | 3,077 |
| 3,319 | 45-49 | 3,398 |
| 3,019 | 40-44 | 3,123 |
| 2,555 | 35-39 | 2,539 |
| 2,065 | 30-34 | 1,990 |
| 1,792 | 25-29 | 1,790 |
| 1,842 | 20-24 | 1,895 |
| 2,153 | 15-19 | 1,995 |
| 2,063 | 10-14 | 2,017 |
| 1,927 | 5-9   | 1,839 |
| 1,610 | 0-4   | 1,524 |

## 地域

### 門司港・和布刈地区

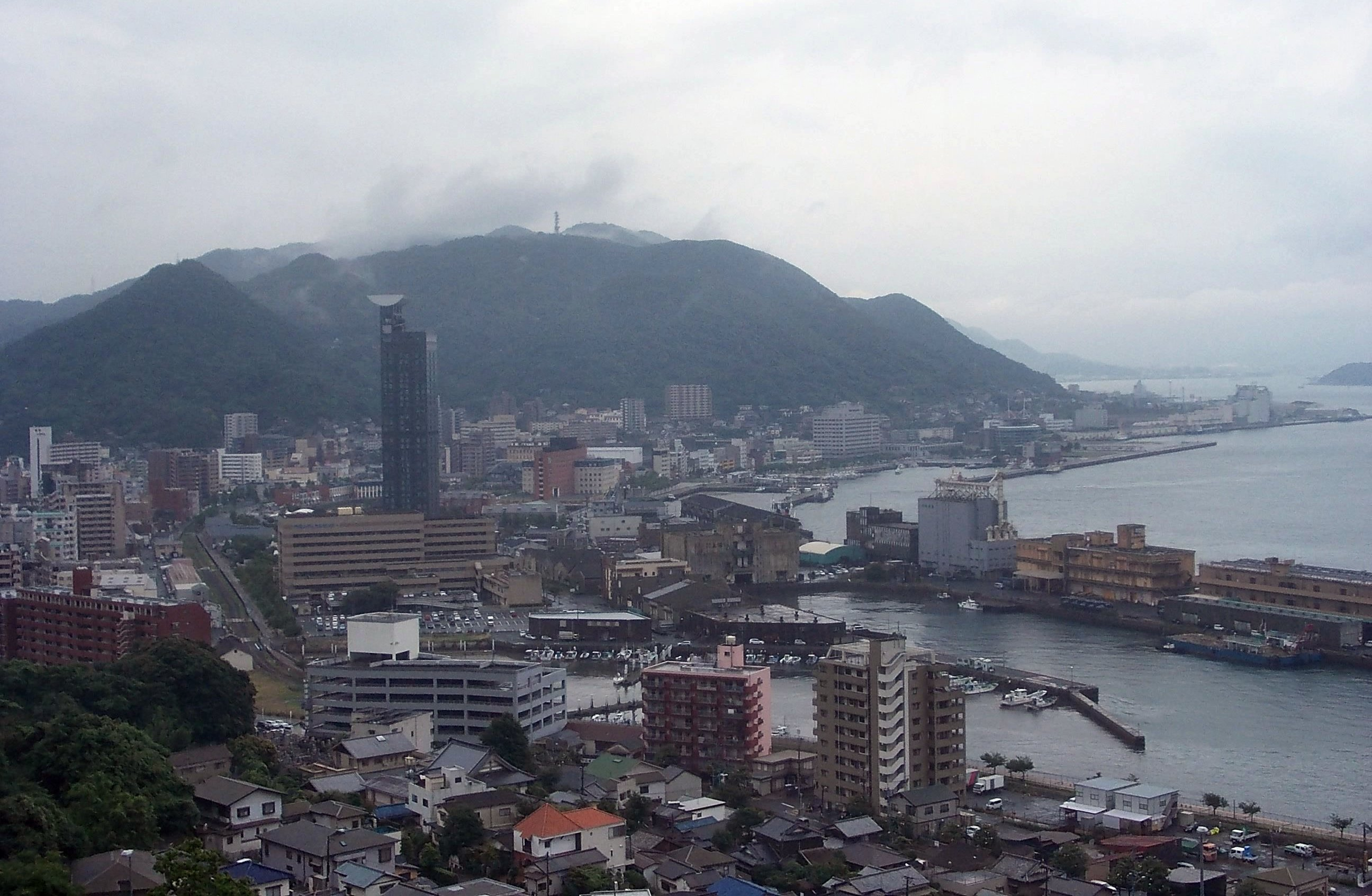
和布刈公園から望む門司港地区。

門司港地区は、門司港レトロの観光事業で脚光を浴びている。門司港駅（1914年（大正3年）築）の付近から第1船溜り周辺にかけては、旧門司三井倶楽部（1921年（大正10年）築）、旧大阪商船ビル（1917年（大正6年）築）、旧門司税関（1912年（明治45年）築）などの歴史的建造物が集まっている。旧九州鉄道本社（1891年（明治24年）築）を転用した九州鉄道記念館などの観光施設や、出光美術館、ホテル、商業施設も立ち並んでいる。関門海峡エリアは、美しい日本の歴史的風土100選に選ばれ、門司港駅をはじめとするレトロ地区の施設群は経済産業省の近代化産業遺産に認定されている。
他方、年間200万人とされるレトロ地区の観光客は栄町などの商店街に流れておらず、商店街再生の前途は厳しいままである。

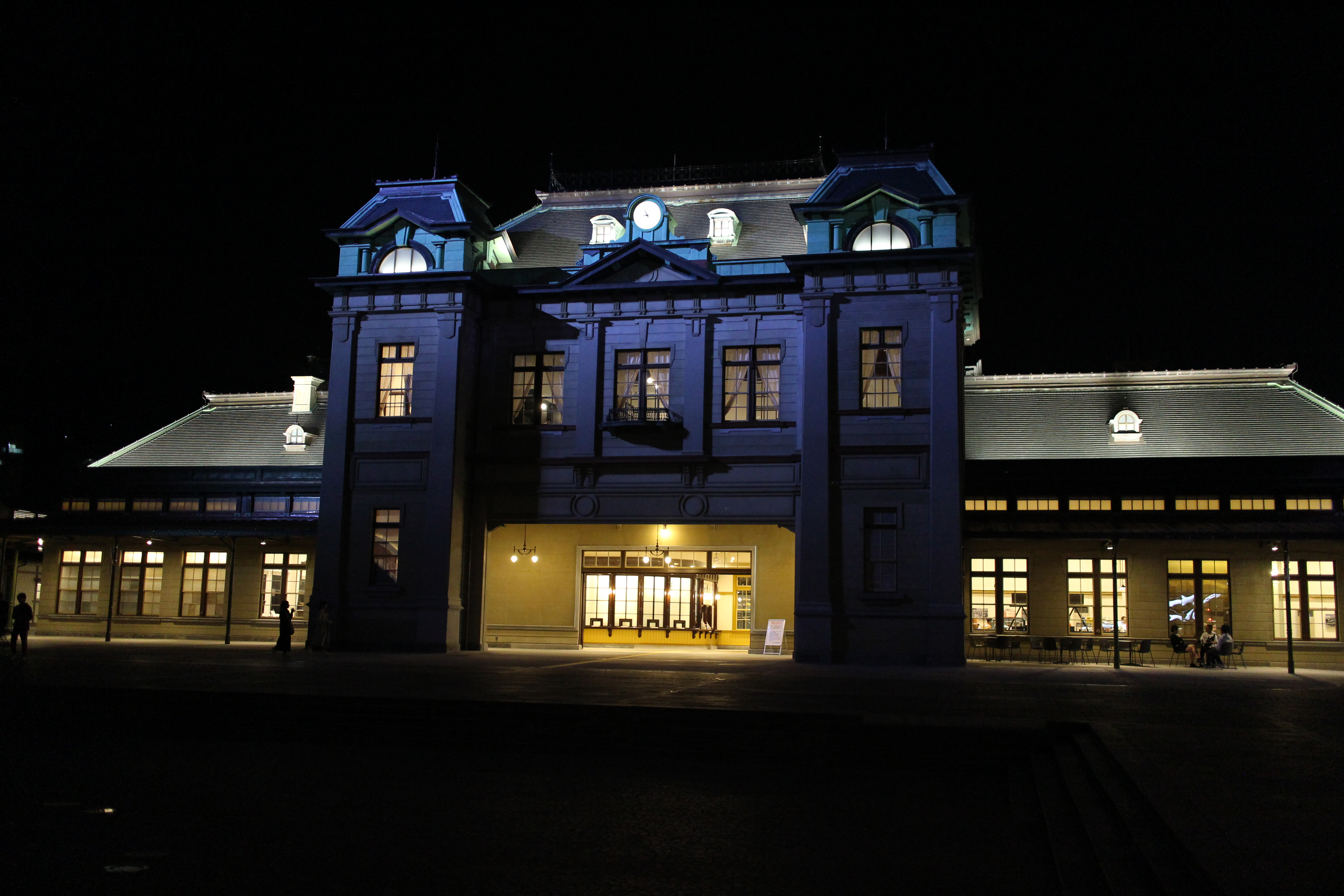
門司港駅。2019年（平成31年）3月に大正時代の姿に改修された。
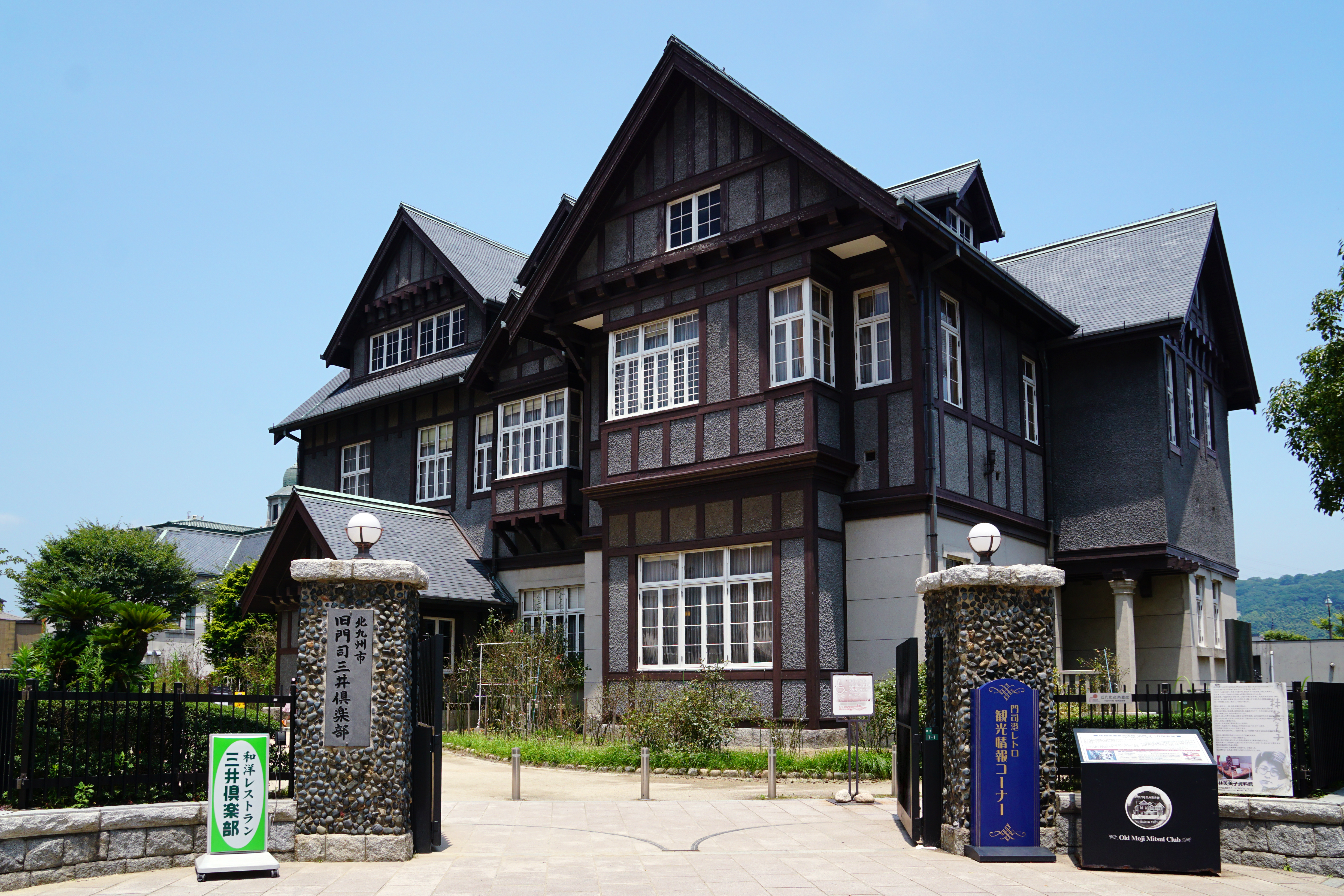
旧門司三井倶楽部。レトロ事業により門司区谷町から門司港駅正面に移築したもの。
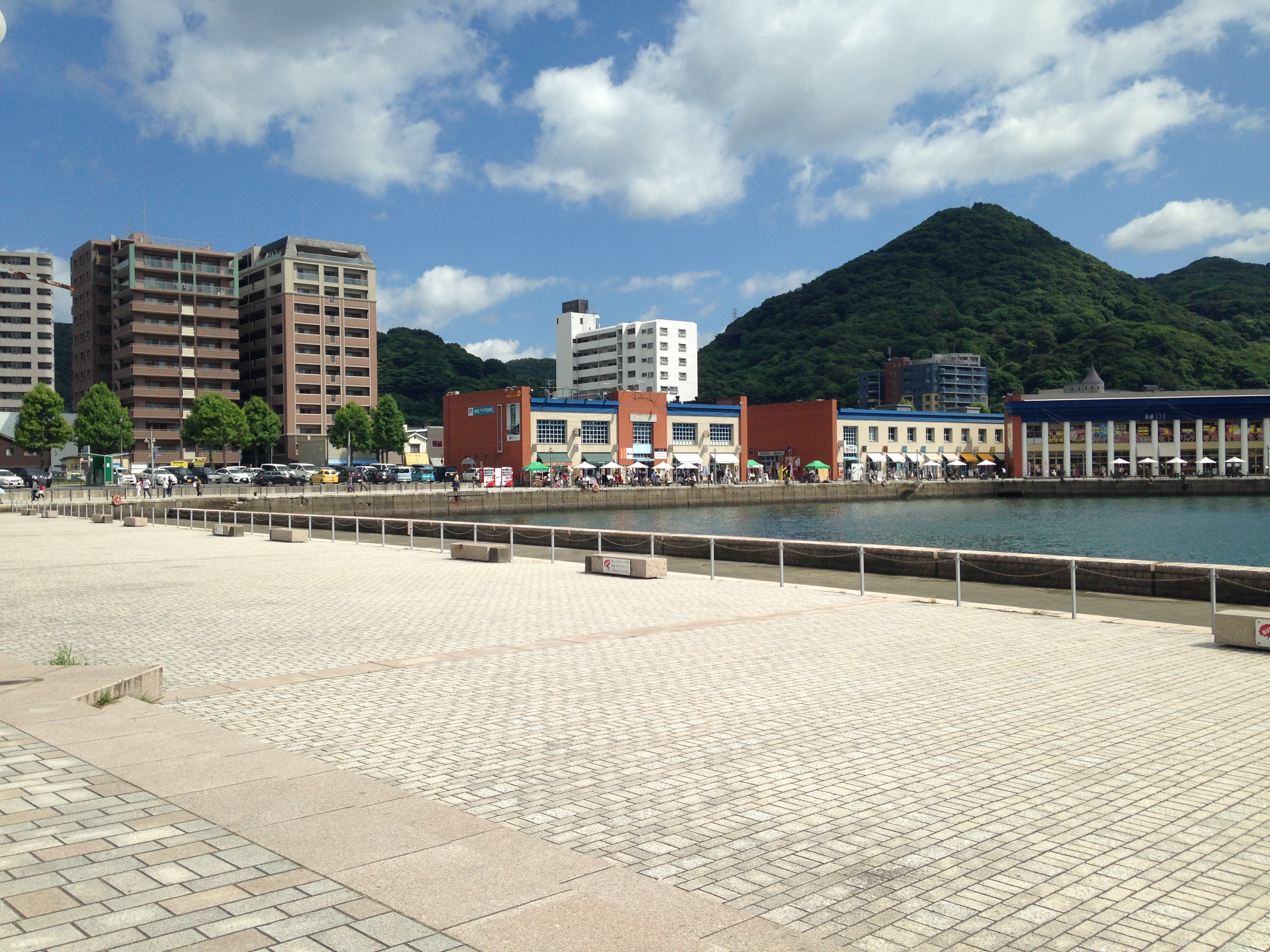
第1船溜りに面した商業施設（海峡プラザ）。
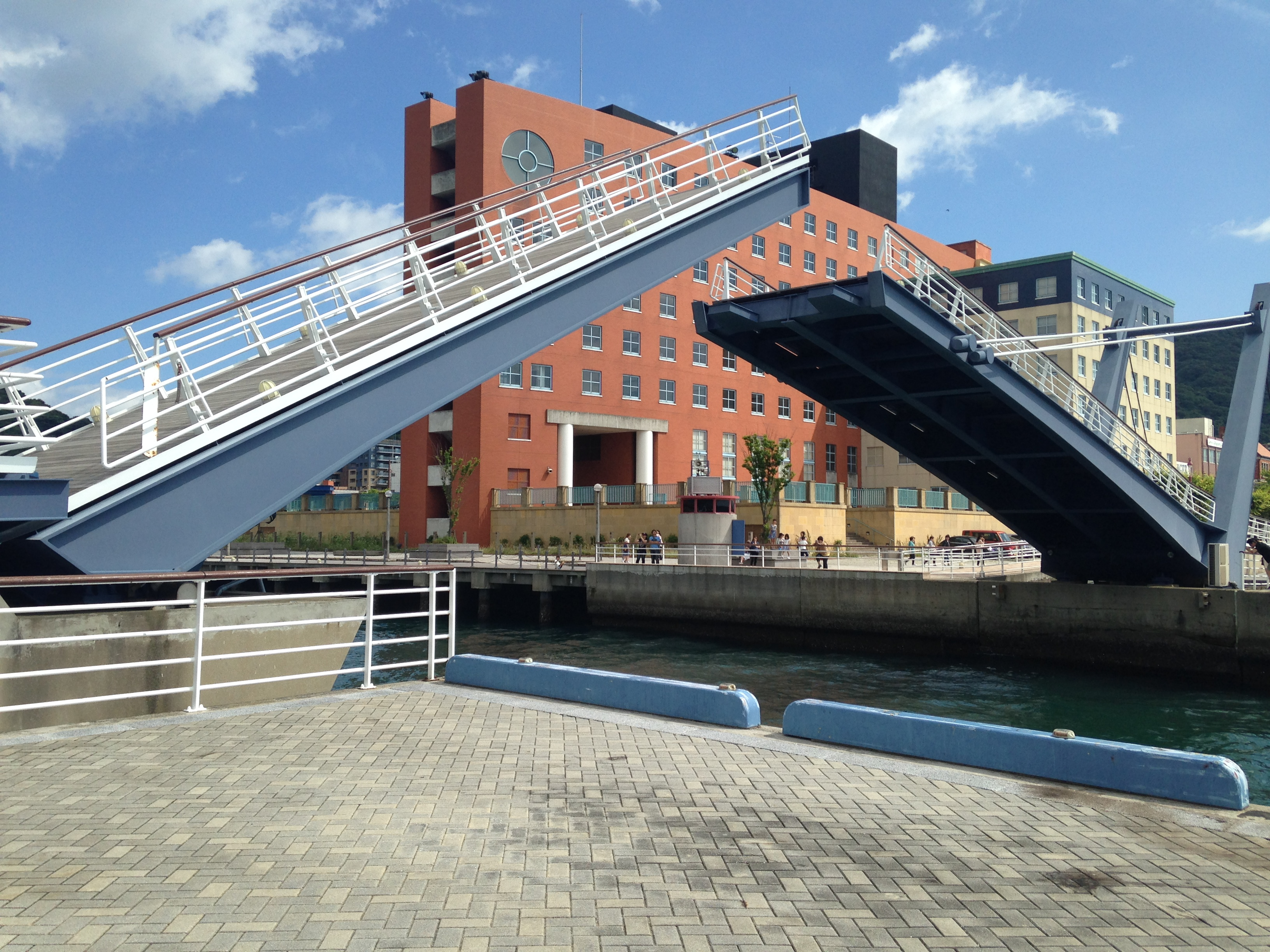
第1船溜りの出入口にある跳ね橋（ブルーウィングもじ）。背後にプレミアホテル門司港。
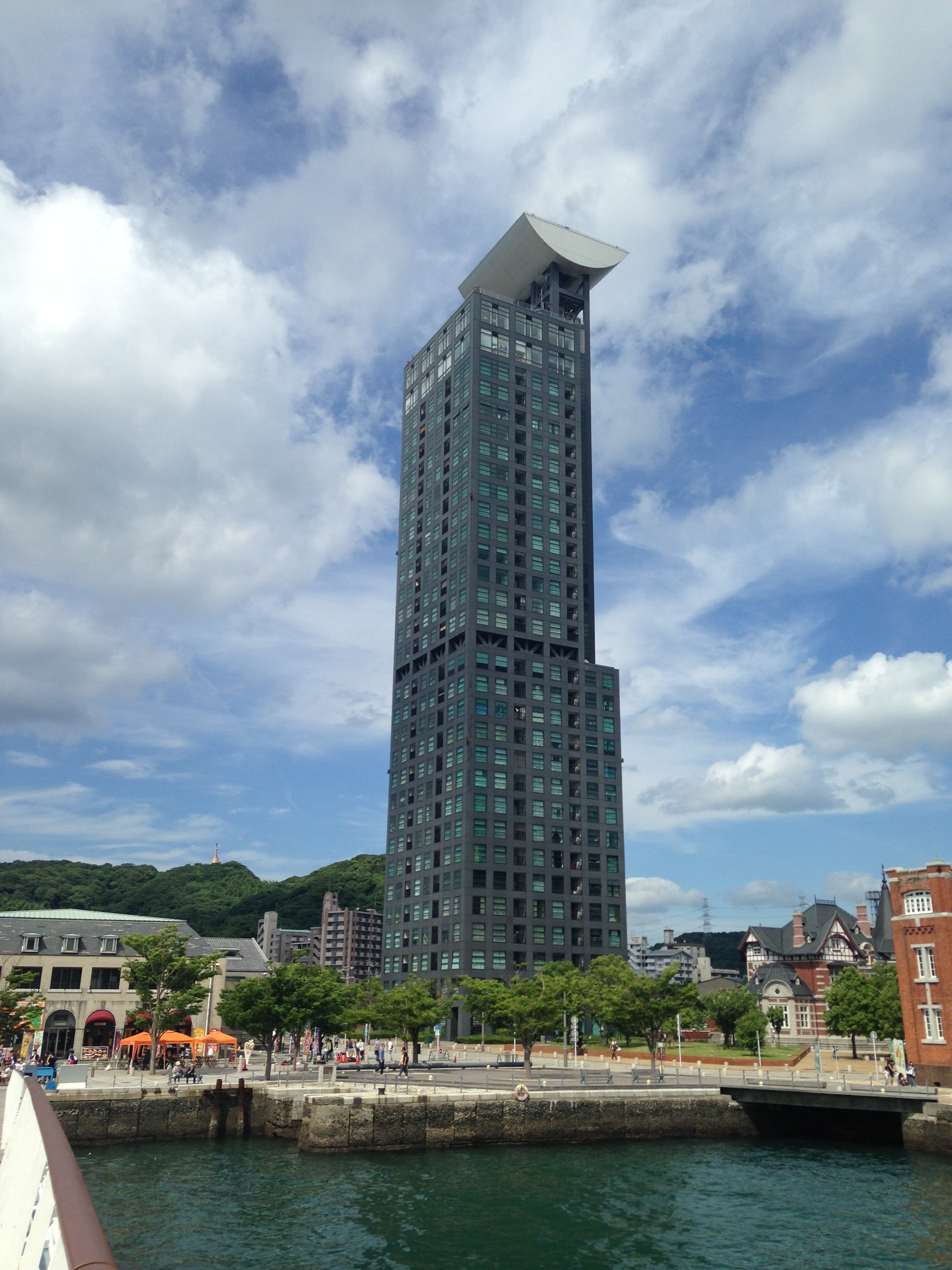
超高層マンションの門司港レトロハイマート。最上階が「門司港レトロ展望室」となっている。
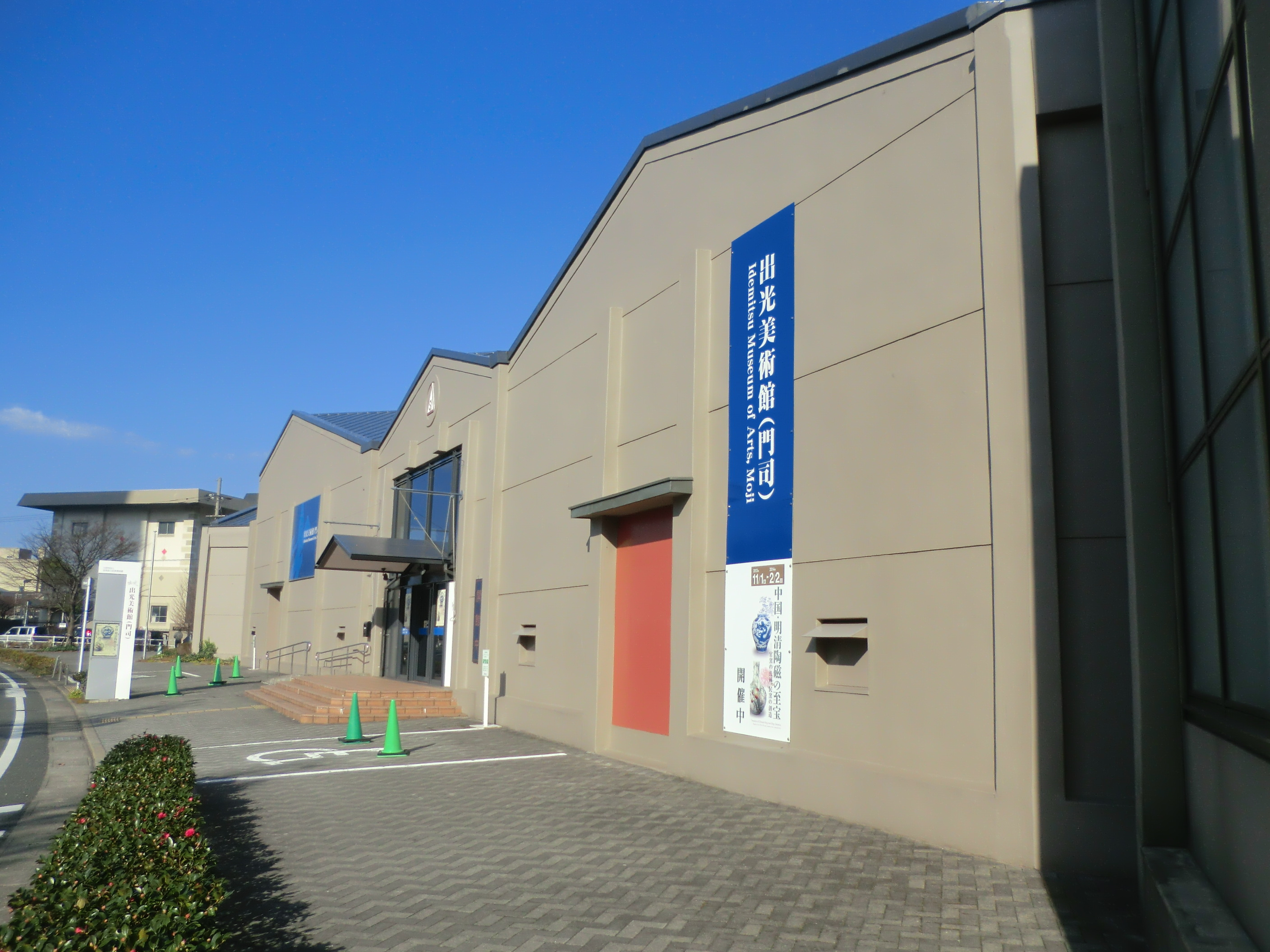
出光美術館（門司）。
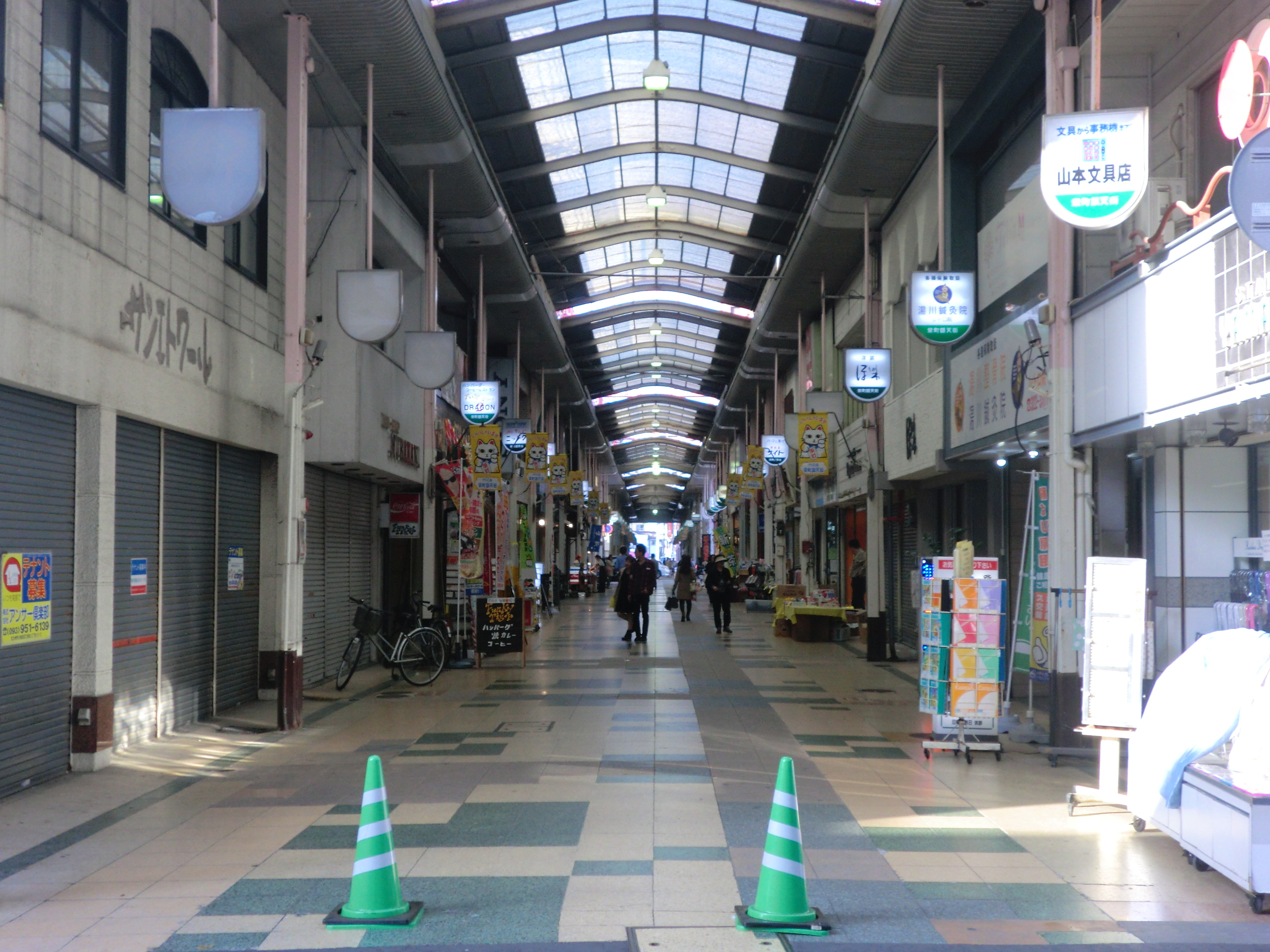
アーケード商店街（栄町銀天街）。
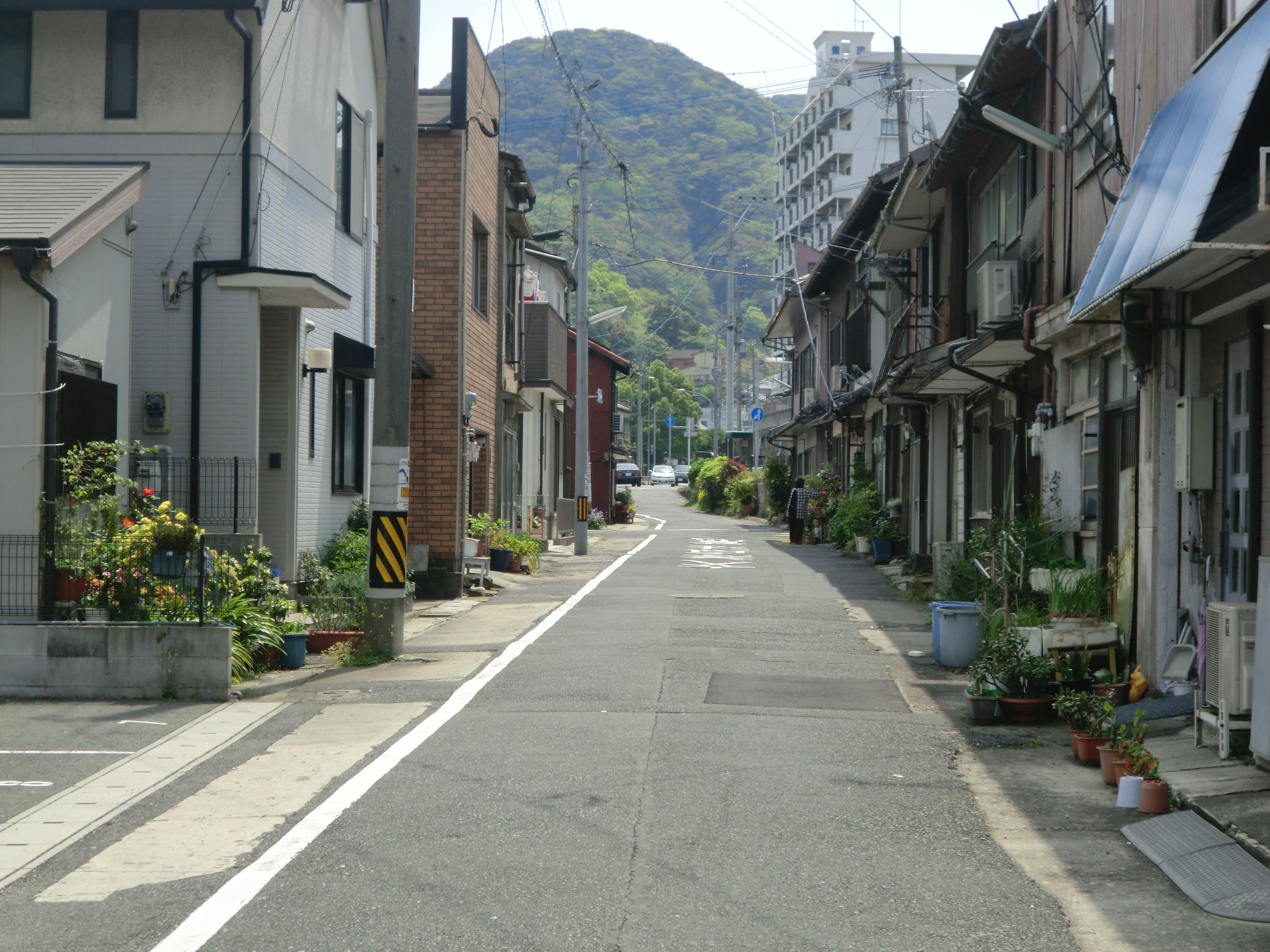
錦町界隈の家並み。

古城山を中心とする和布刈地区は、古くからの観光名所であり、1956年（昭和31年）に和布刈公園を含む一帯が瀬戸内海国立公園に編入された。かつて要塞地帯であったため、樹木はよく保存されていたが、関門橋・関門自動車道の建設により、景観は変貌を余儀なくされた。レトロ事業と同時期に海峡めぐり推進事業の中で整備され、展望台には源平合戦絵巻の壁画が設置され、頂上広場、遊具広場、遊歩道なども整備されている。和布刈神社では、毎年旧暦元旦に神官が海に浸かってワカメを刈り、神前に備える和布刈神事が行われ、福岡県の無形文化財に指定されている。門司港地区（九州鉄道記念館駅）と和布刈地区（関門海峡めかり駅）の間を、平成筑豊鉄道門司港レトロ観光線のトロッコ列車が走っている。

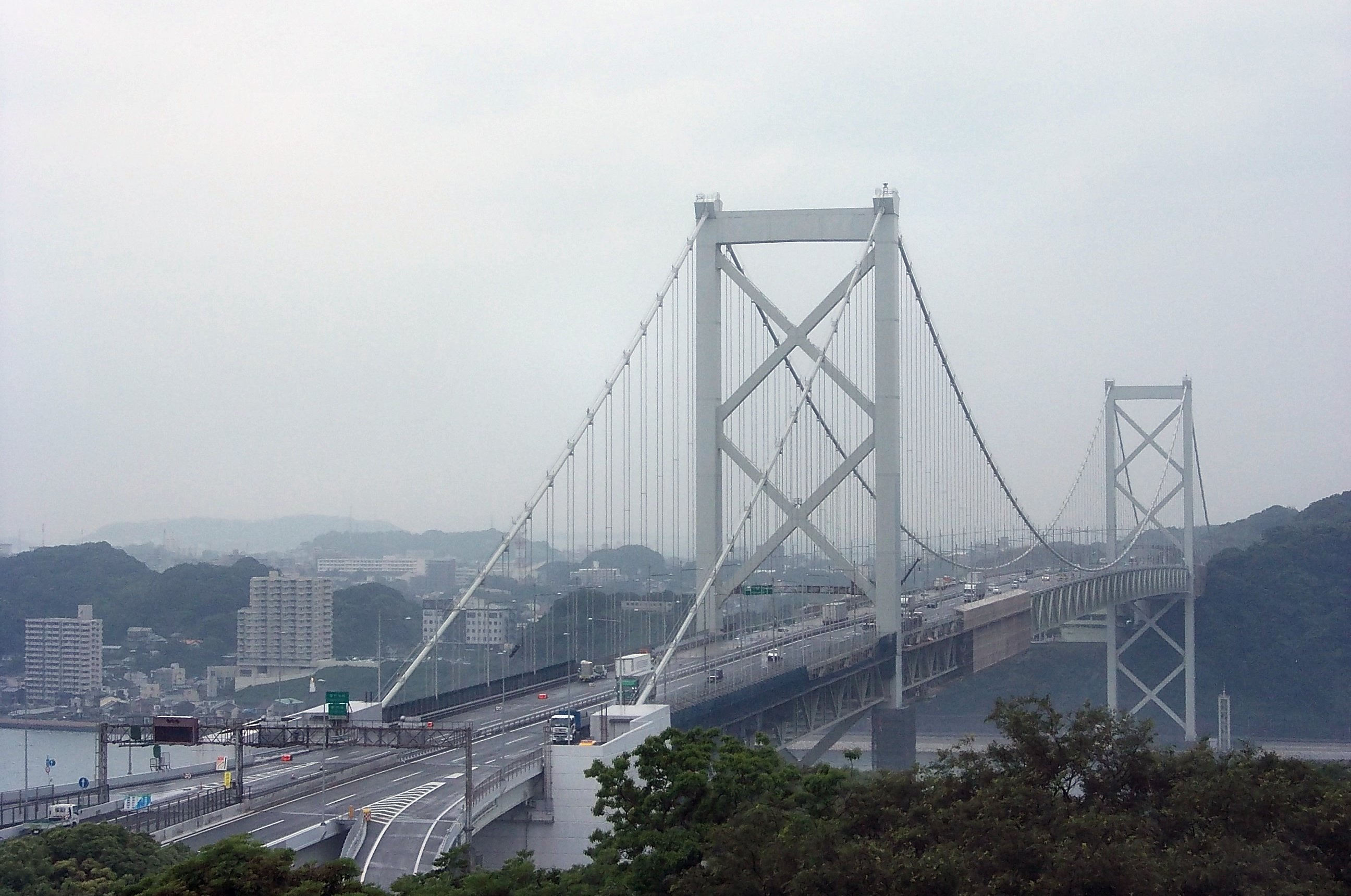
和布刈公園から見た関門橋。
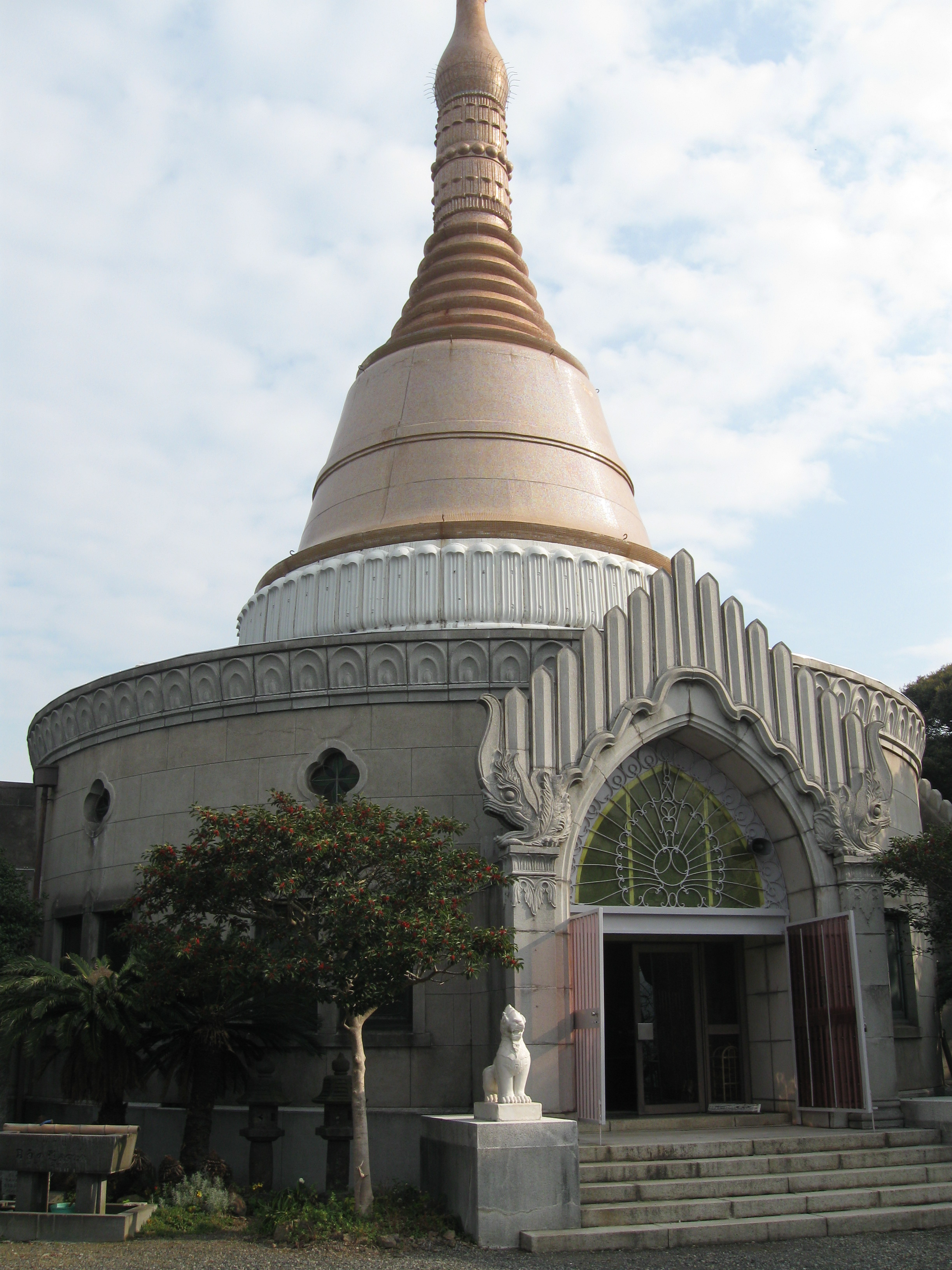
和布刈公園にある世界平和パゴダ。日本とミャンマーとの親善などを目的に1958年に建立された[59]。
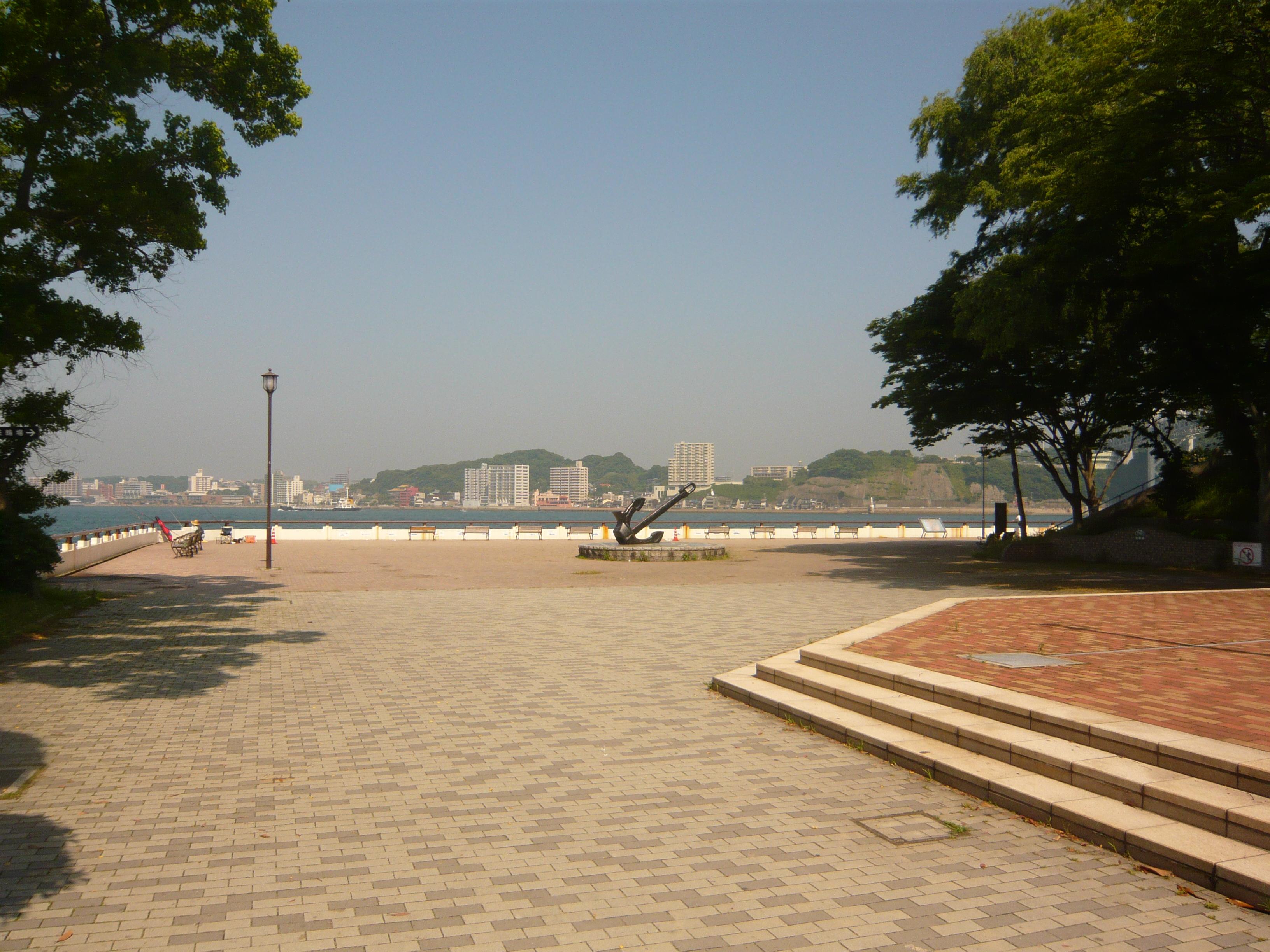
ノーフォーク広場。門司市以来の姉妹都市・アメリカ合衆国バージニア州ノーフォークとの友好関係を記念し、1986年（昭和61年）に整備された[60]。
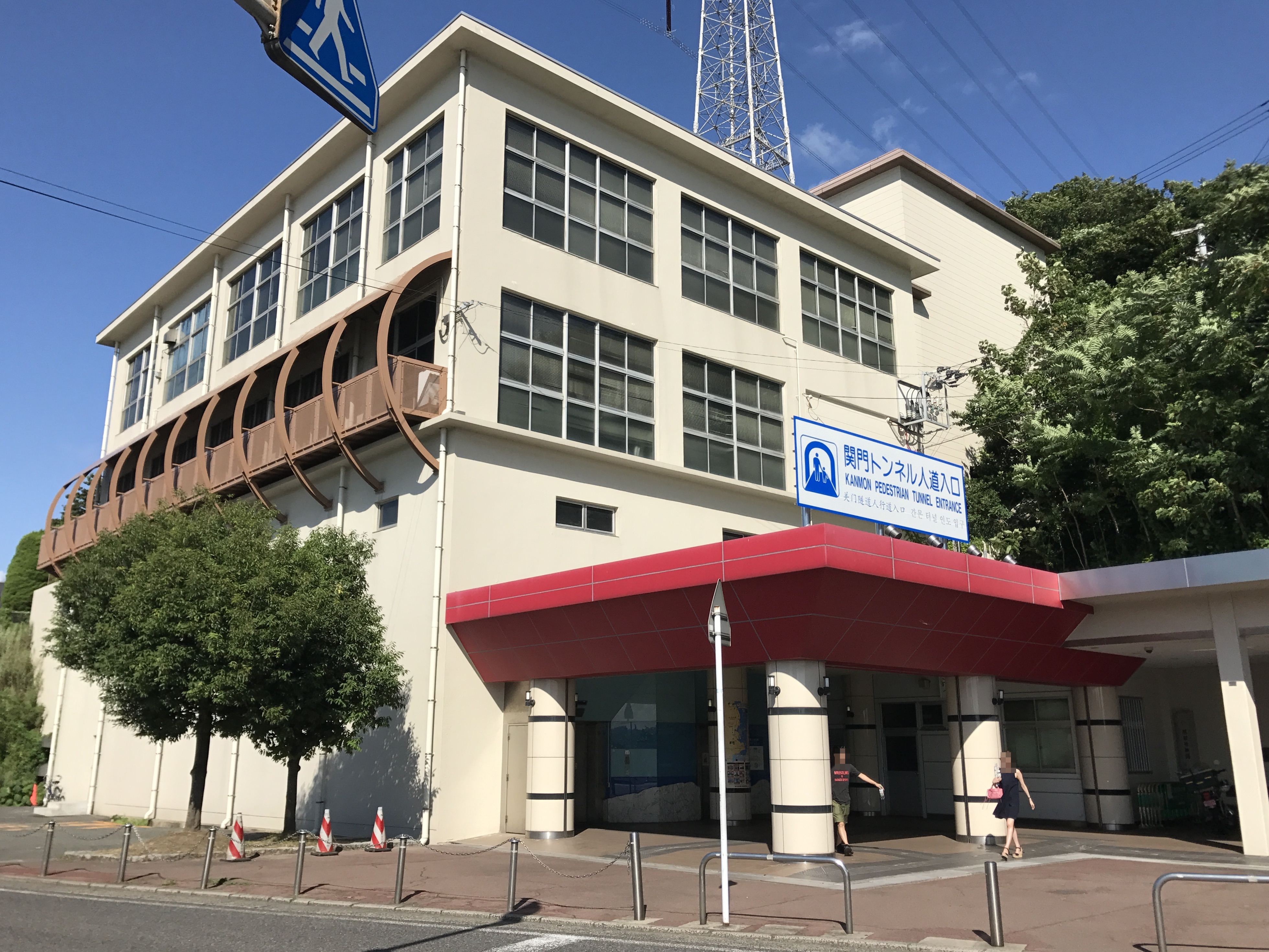
関門国道トンネル人道入口。
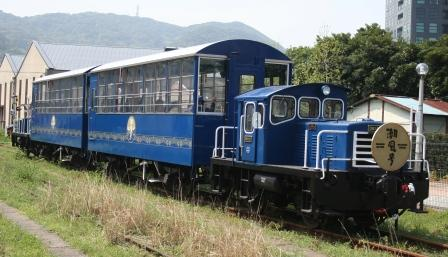
平成筑豊鉄道門司港レトロ観光線を走る潮風号。

### 大里・小森江地区

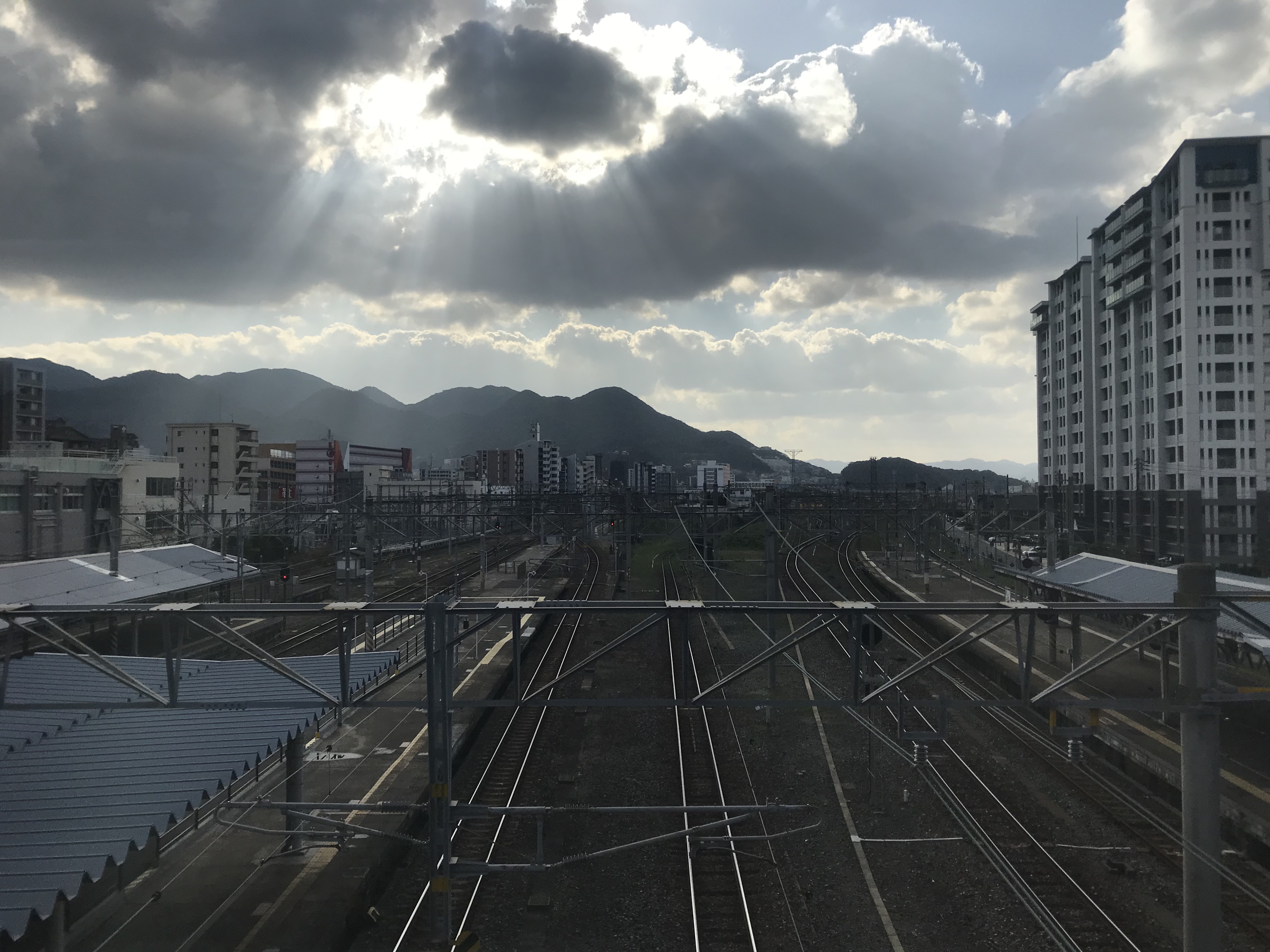
門司駅から小倉方面を望む。

門司駅を中心とする大里地区は、関門鉄道トンネルの開通によって九州の玄関口となり、駅前の柳町銀天街、市場、スーパーが栄えた。しかし、1985年（昭和60年）頃から空き店舗が目立つようになり、柳町銀天街のアーケードは撤去された。鈴木商店が建設した煉瓦造りの工場群のうち、帝国麦酒（1913年（大正2年）設立）の工場はサッポロビール九州工場として稼働していたが、2000年（平成12年）に閉鎖された。その後、建物の保全・活用が図られ、2006年（平成18年）に門司赤煉瓦プレイスとして開業した。事務所棟（門司麦酒煉瓦館）・醸造棟などが国の登録有形文化財となっている。
サッポロビールの移転後、区画整理が進み、近年では門司駅周辺のマンションが増えつつある。

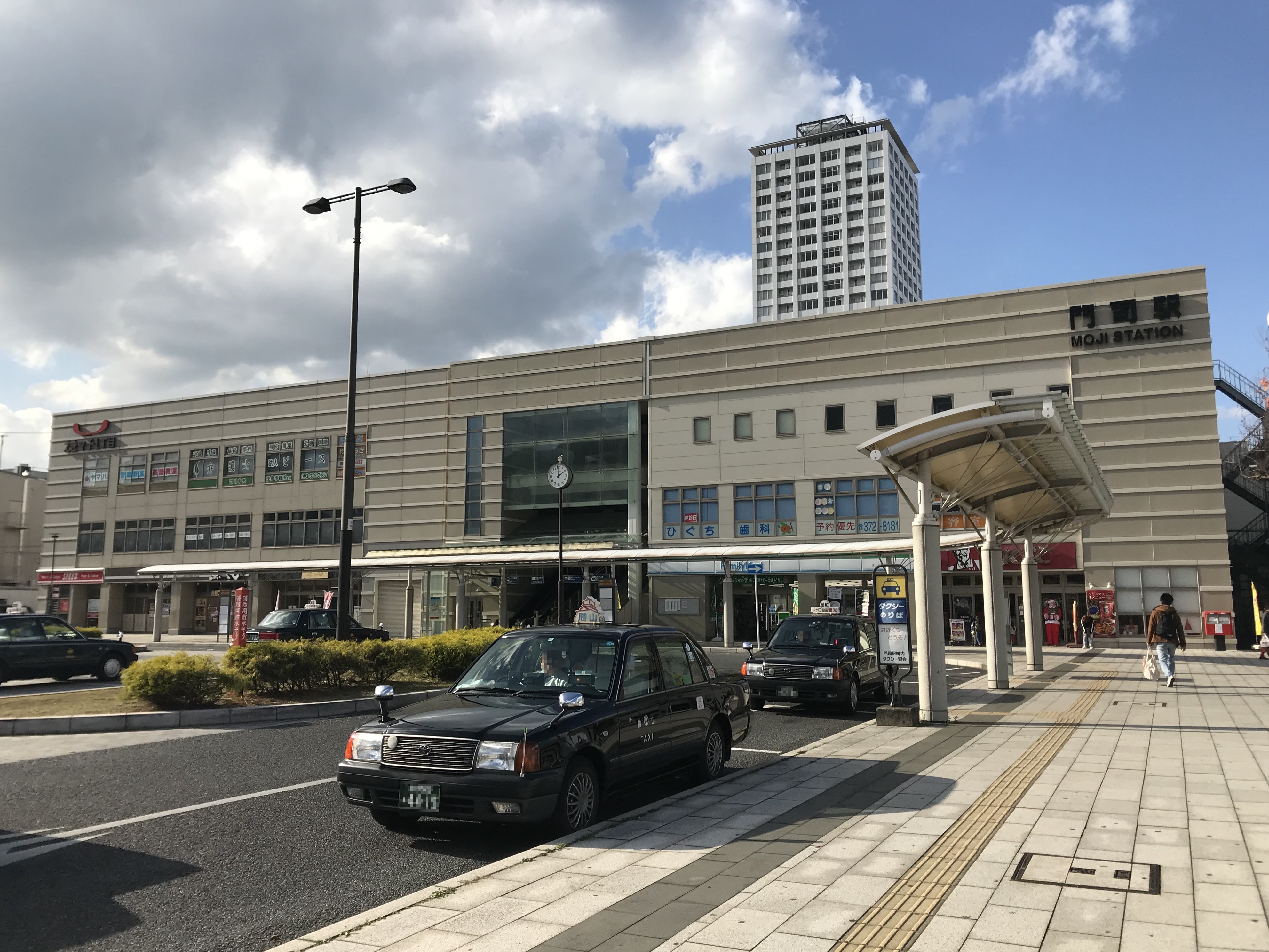
門司駅南口。
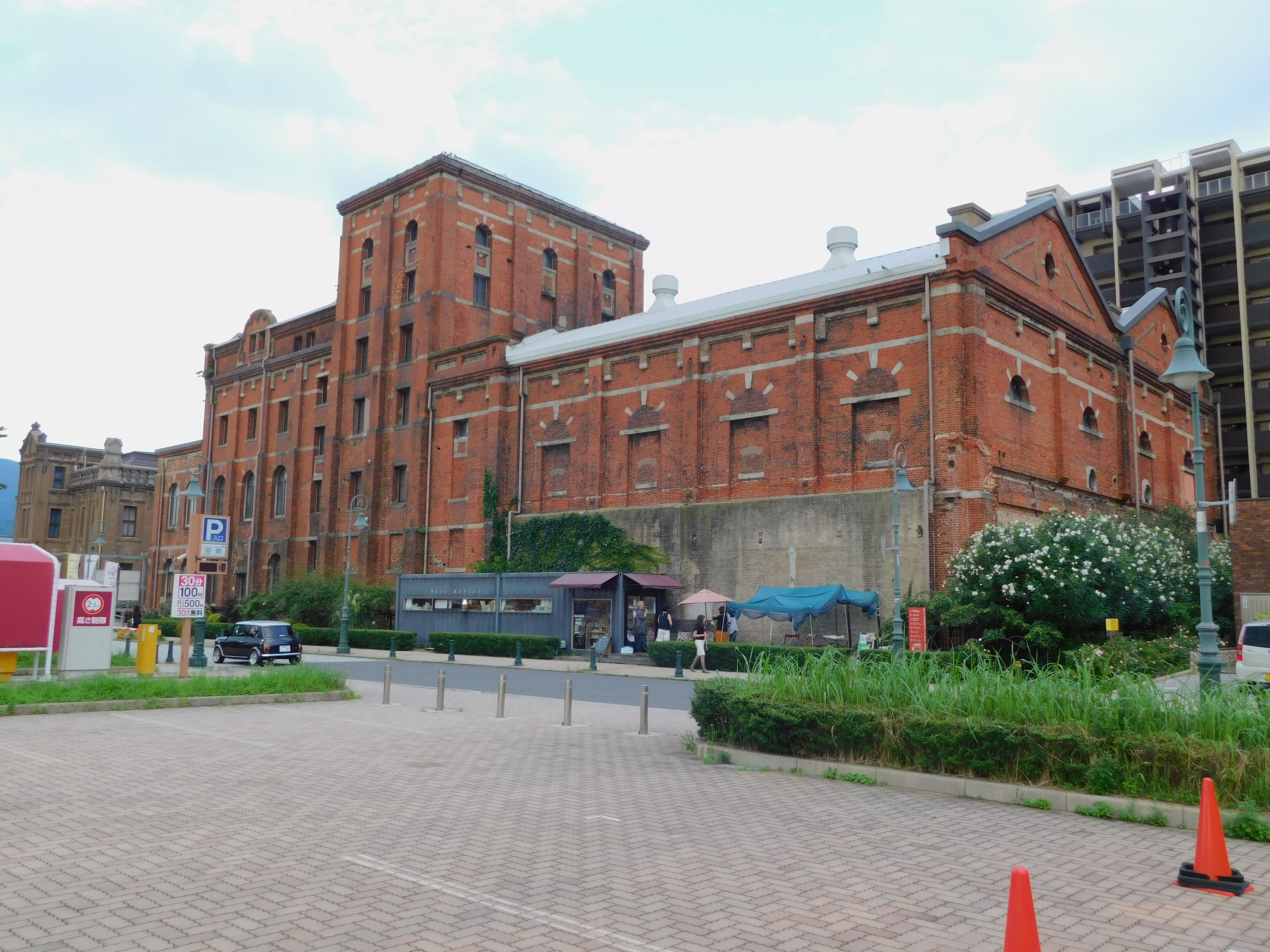
旧帝国麦酒醸造棟（後にサッポロビール九州工場、現・門司赤煉瓦プレイス）。
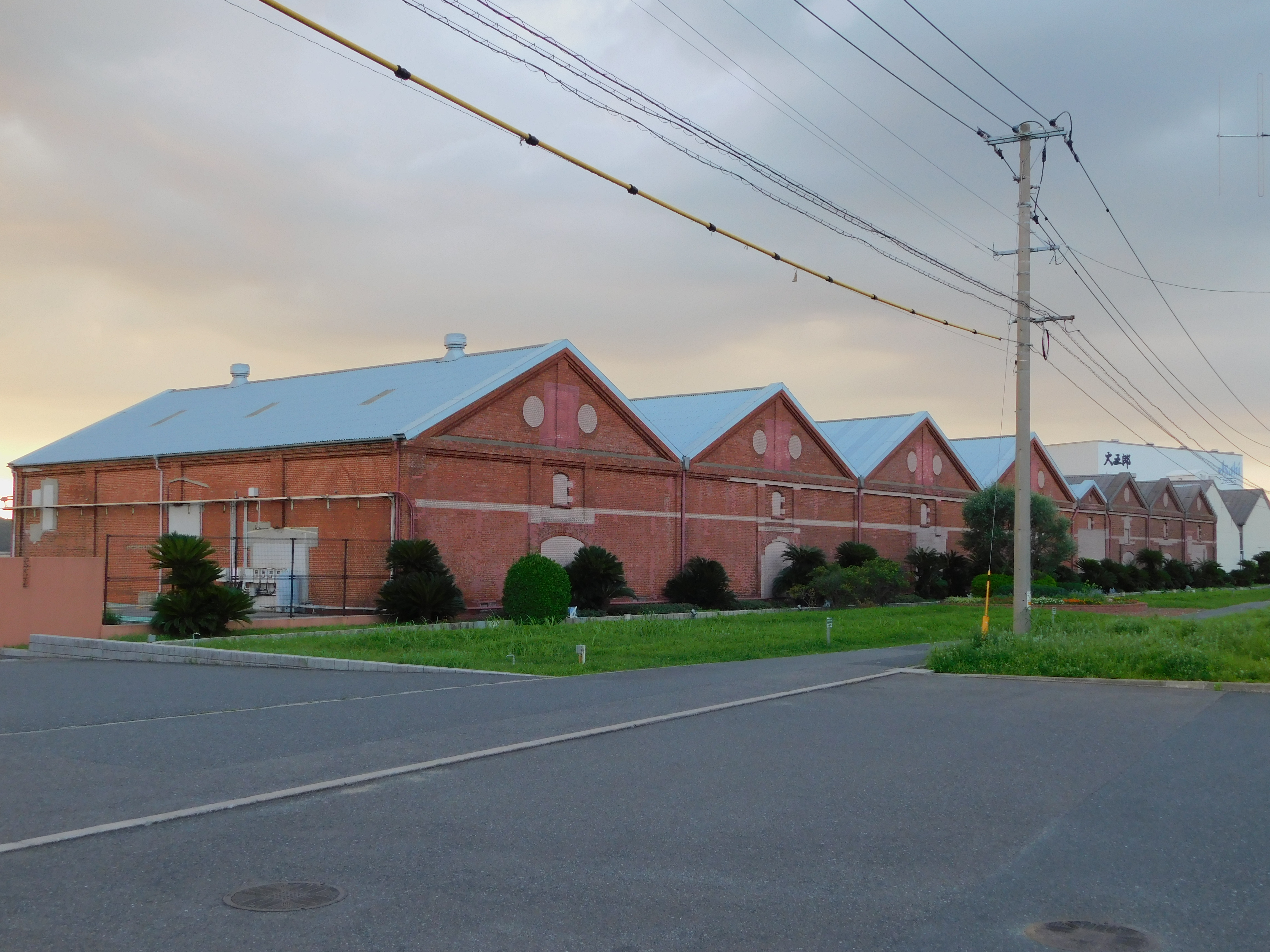
旧大里製粉所倉庫（後に協和発酵、現・ニッカウヰスキー門司工場[64]）。
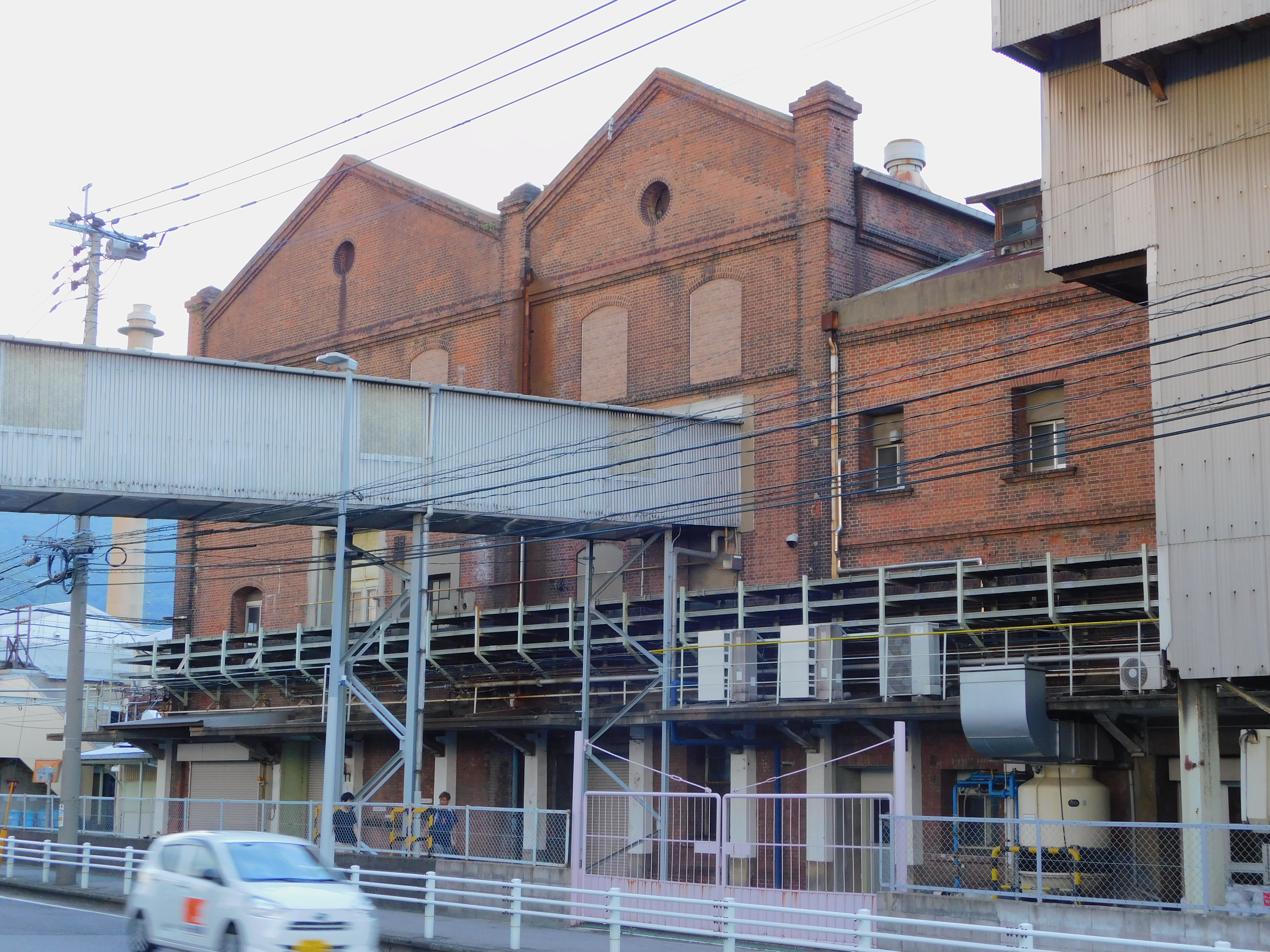
旧大里製糖所（現・関門製糖）。
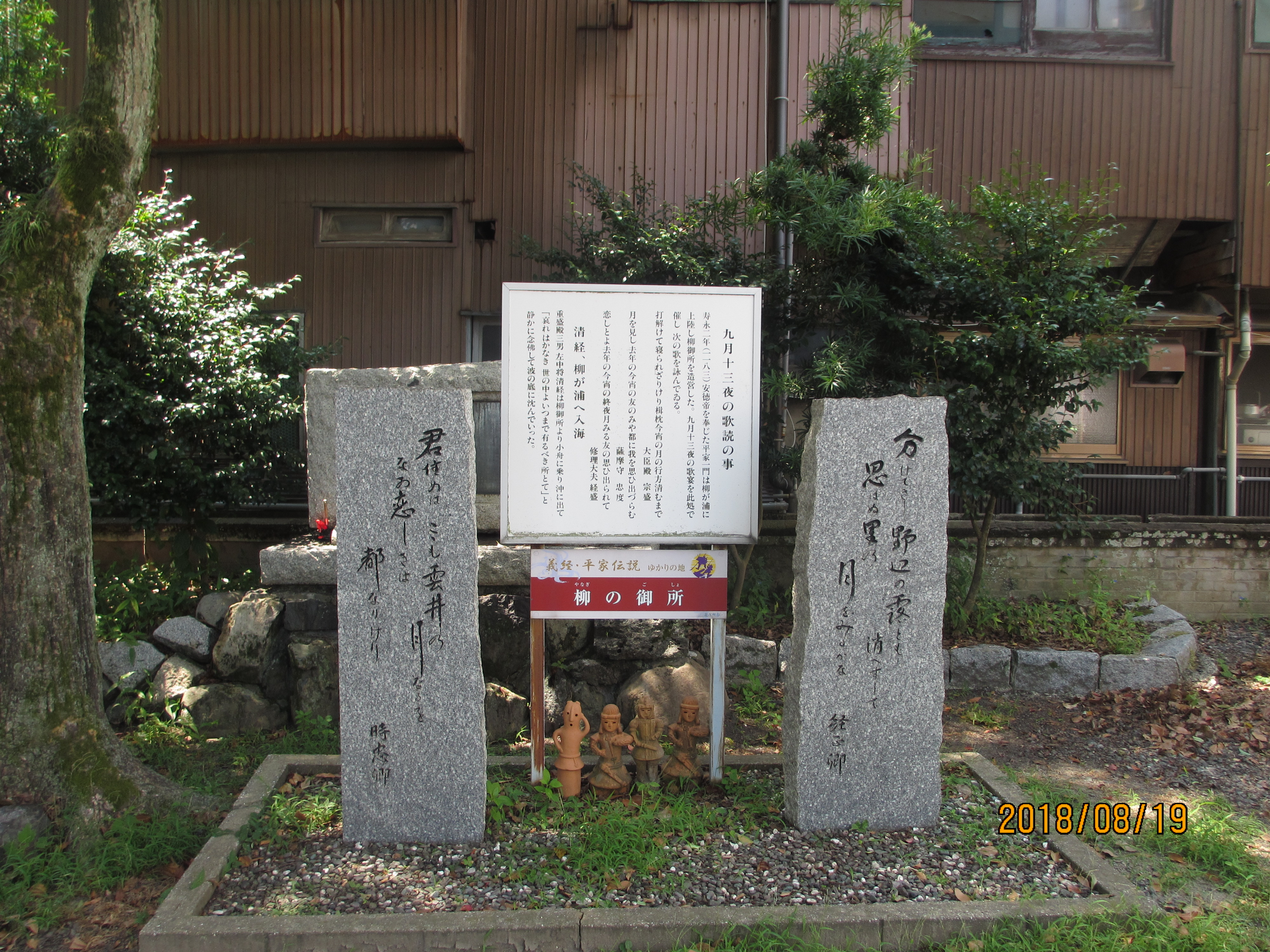
御所神社近くの平経正・平時忠歌碑。
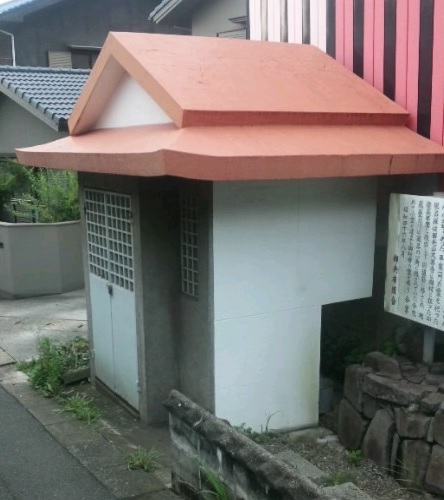
源氏に追われてこの地に着いた平家が疲れを癒やしたと伝えられる「風呂の井戸」。

小森江地区は、工場群や下関との貨物航路で栄えた町である。林芙美子の出生地という説があり、風師山登山道を登った旧小森江浄水場（1973年（昭和48年）廃止）敷地内に、林芙美子文学碑がある。貯水池跡には、2001年（平成13年）に小森江子供のもり公園が開園した。矢筈山山頂には堡塁跡があり、1971年（昭和46年）に矢筈山キャンプ場が開場した。

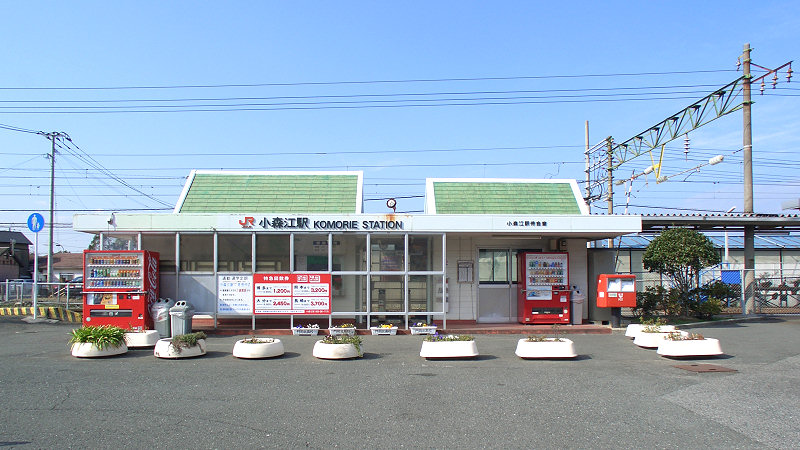
小森江駅。

大里・小森江の東側にそびえる風師山・戸ノ上山地区は、1972年（昭和47年）、北九州国定公園の一部として指定された。

### 周防灘側
周防灘に面した新門司地区は、1959年（昭和34年）、通商産業省の工業適地審議会が臨海工業用適地に指定したことから、港湾設備と臨海工業用地の造成が始まった。第1期事業地区（新門司南地区）は1976年（昭和51年）に竣工した。出光興産、古河電気工業などの大規模工場や倉庫、名門大洋フェリーのターミナルなどがある。第2期事業地区（新門司北地区）は1978年（昭和53年）に着工し、阪九フェリーターミナル、マリンレジャーの拠点新門司マリーナ、オーシャン東九フェリーが開設したほか、トヨタ輸送新門司自動車物流センターや農林水産省動物検疫所などが立地している。

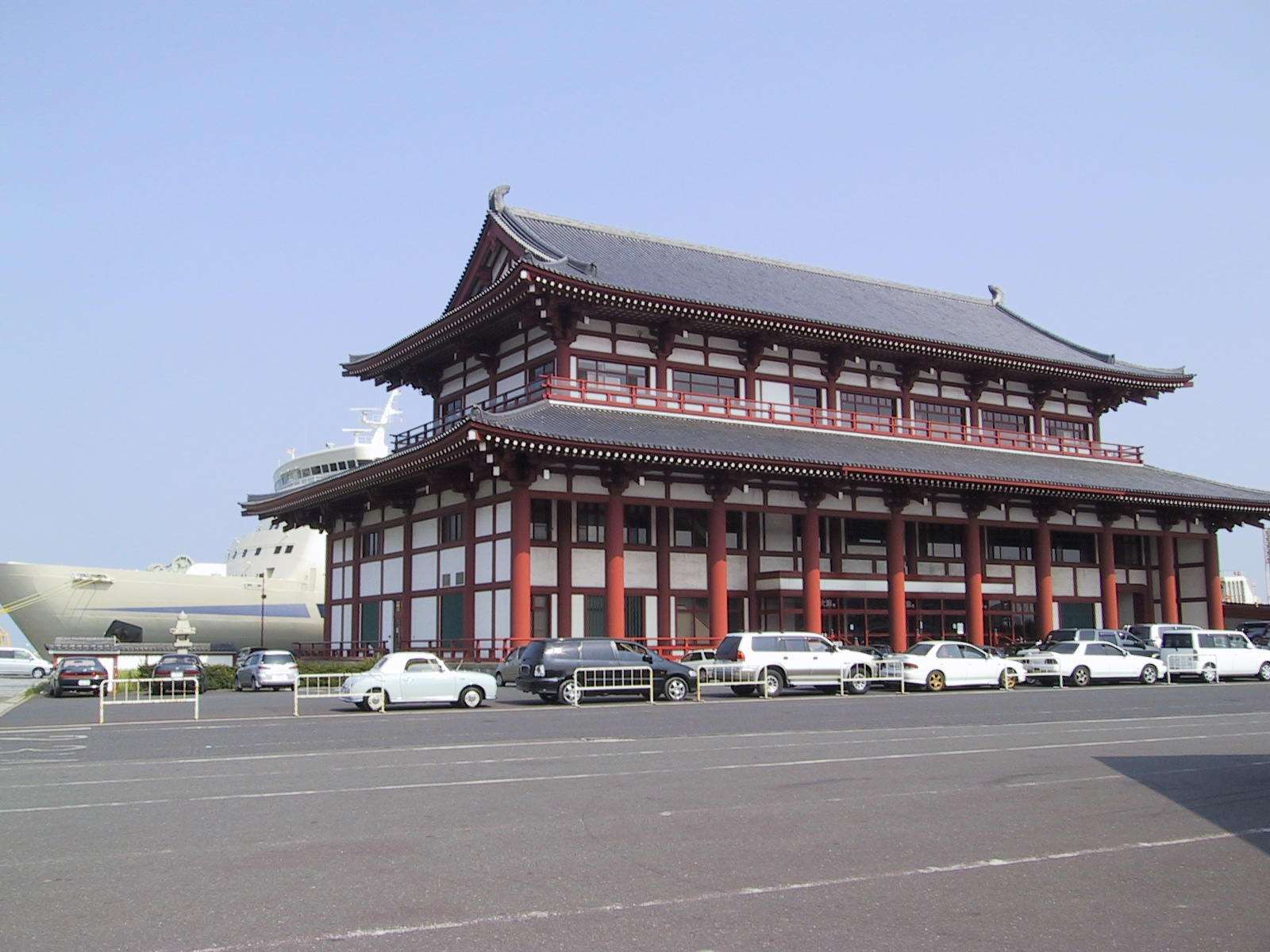
新門司の阪九フェリー第1ターミナル。
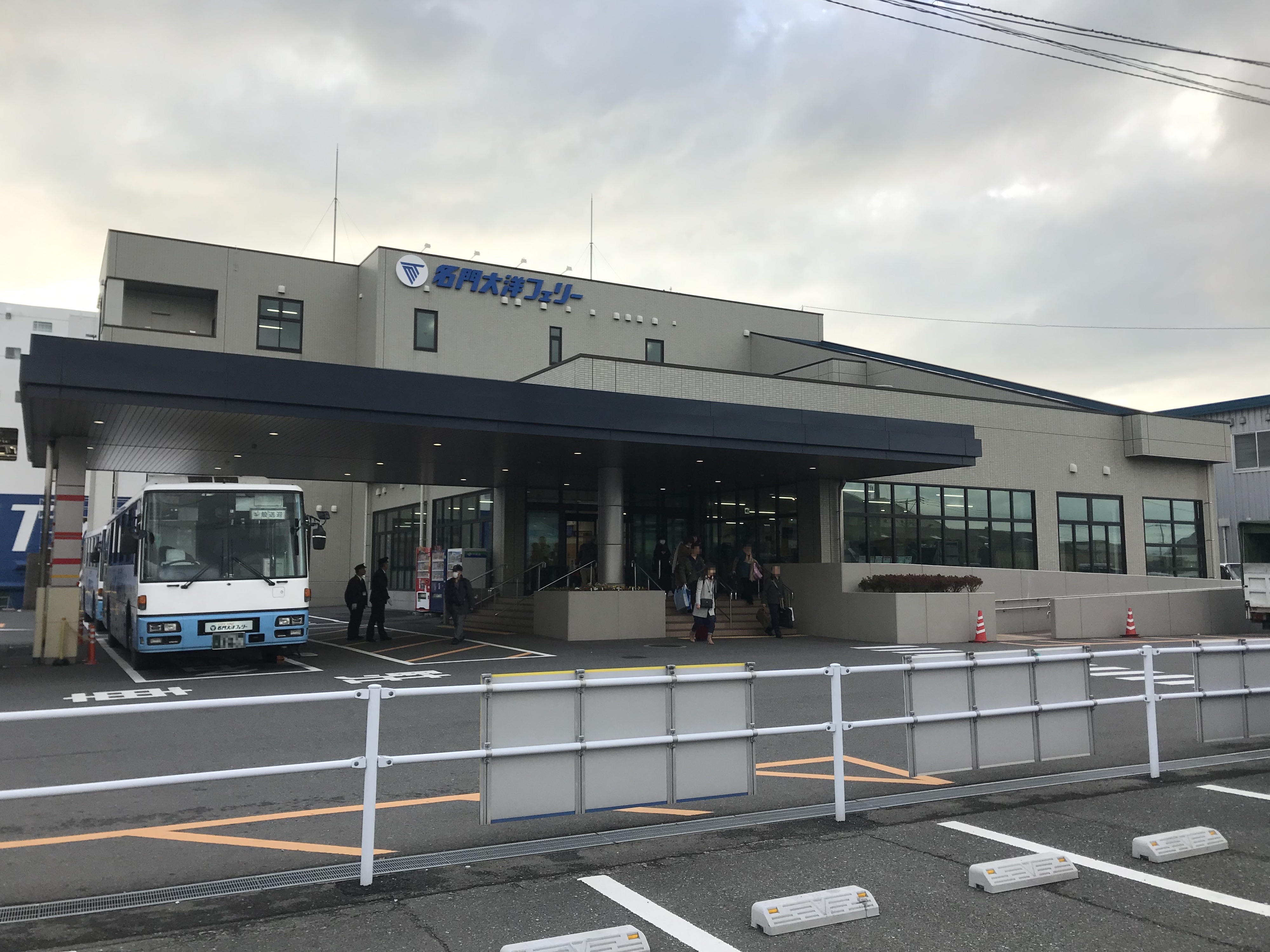
新門司の名門大洋フェリーターミナル。
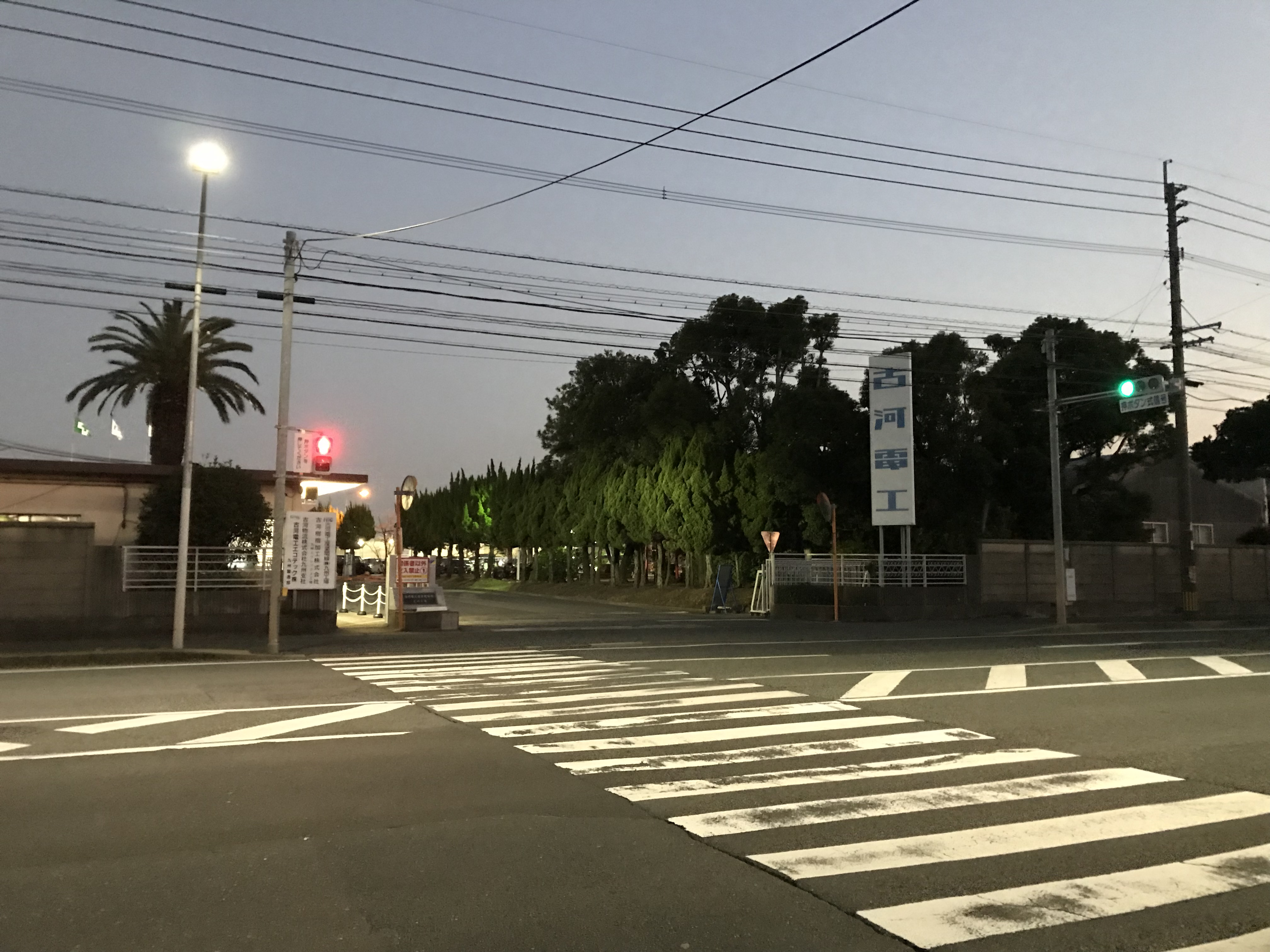
新門司にある工場（古河電工産業電線株式会社九州工場）。

企救半島東部には、市の指定無形民俗文化財の大積神楽が上演される大積天疫神社、猿喰新田の開発の跡が見られる汐抜き穴、部埼灯台、1996年（平成8年）に市が整備した白野江植物公園などもある。
周防灘海域では、干潟が広がり、ガザミ、コウイカ、スズキ、カレイなどのかご漁、刺し網、小型定置網のほか、カキの養殖が盛んである。柄杓田漁港をはじめとする漁港が整備され、漁業の拠点となっている。

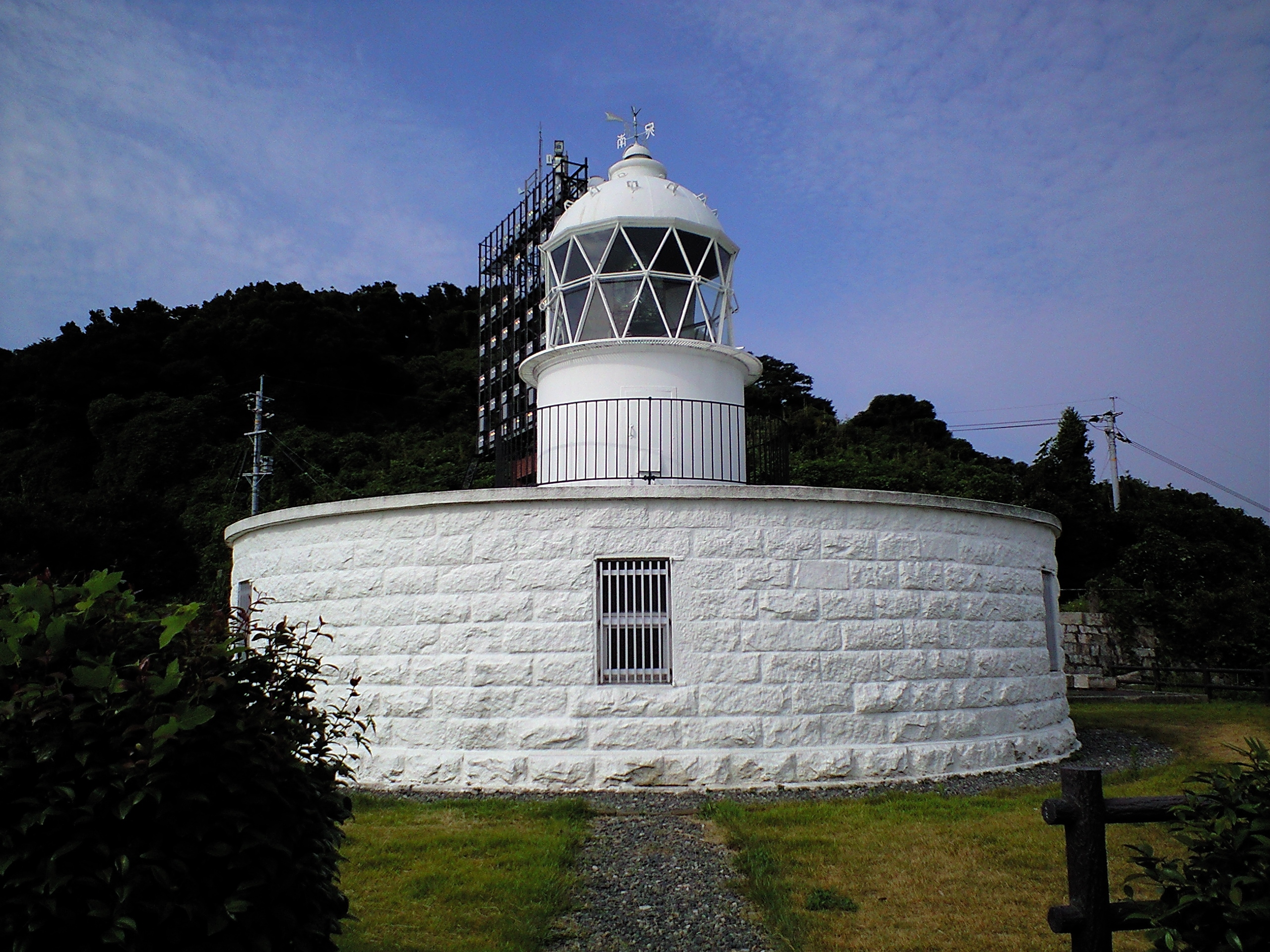
部埼灯台。
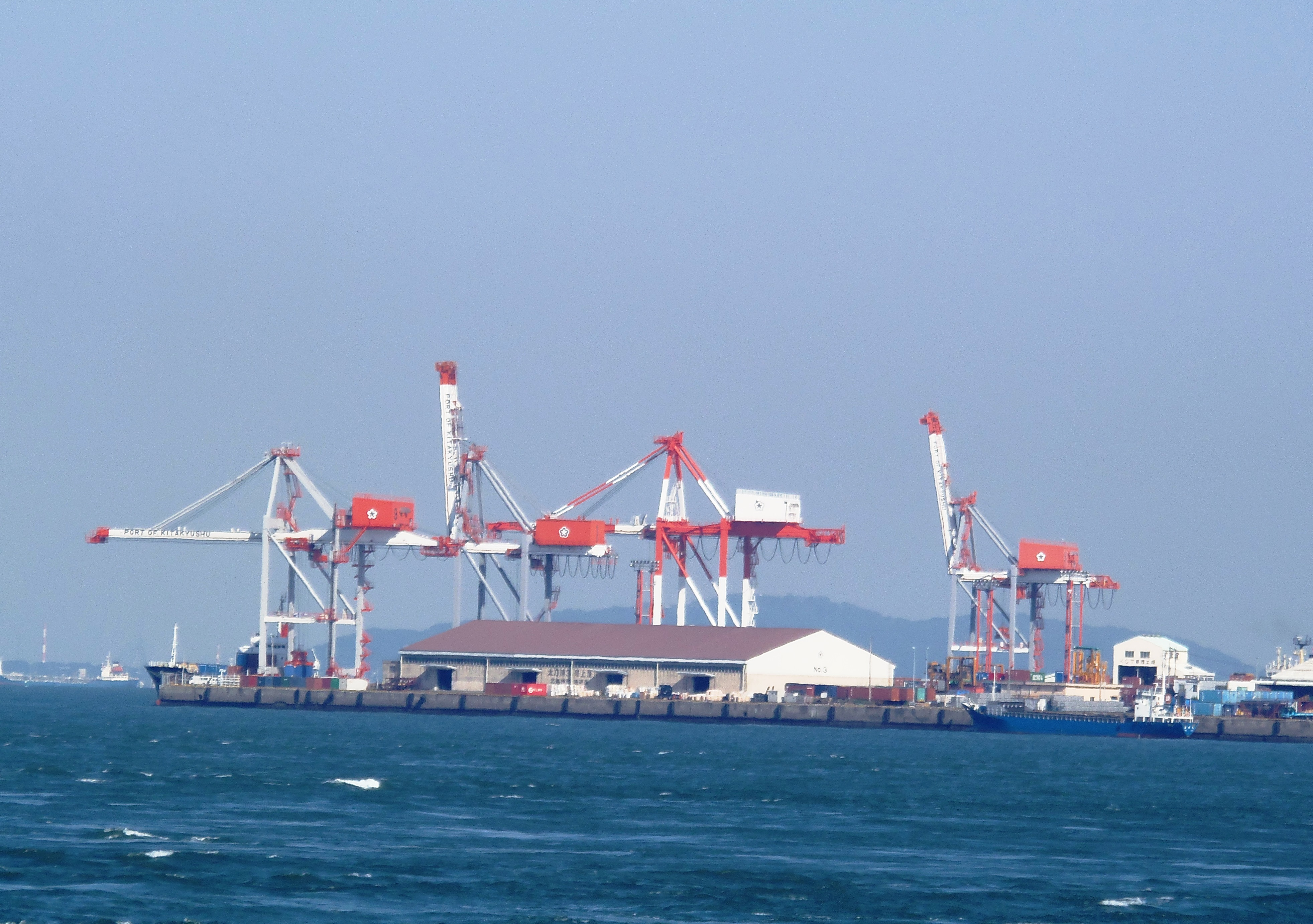
太刀浦コンテナターミナル。1979年（昭和54年）に供用開始し、西日本有数のコンテナターミナルとなっている[71]。

## 交通

### 鉄道
JR九州鹿児島本線
門司区西側の関門海峡沿いを走り、門司区内に3駅ある。複線電化区間である。門司港・久留米間の電化（交流電化）が完成したのは1961年（昭和36年）である。
- JA  31  門司港駅 - 始発駅。
- JA  30  小森江駅 - 1988年（昭和63年）に新設された。
- JA  29  門司駅 - 関門鉄道トンネルを経て山陽本線との接続駅。門司駅の次は小倉駅である。

平成筑豊鉄道門司港レトロ観光線（北九州銀行レトロライン）
観光線として、門司港地区と和布刈地区を結んでいる（全線門司区内）。
- 九州鉄道記念館駅
- 出光美術館駅
- ノーフォーク広場駅
- 関門海峡めかり駅

西日本旅客鉄道（JR西日本）山陽新幹線も区内を通るが、門司区内はすべて新関門トンネルであり、駅はない。

#### 廃止路線
路面電車
- 西日本鉄道北九州本線 - 1985年（昭和60年）に門司区内全区間を含む門司・砂津間が廃止された[75]（全線廃止は2000年（平成12年）））。
- 九州電気軌道田ノ浦線 - 東本町三丁目・田ノ浦間を走っていたが、1936年（昭和11年）に廃止された[76]。

貨物線
- 日本国有鉄道（国鉄）鹿児島本線 - 葛葉駅・門司埠頭駅間が1982年（昭和57年）に廃止された[77]。
- 日本貨物鉄道（JR貨物）鹿児島本線 - 門司港・外浜間が2008年（平成20年）に廃止され、その設備が2009年（平成21年）開業の平成筑豊鉄道門司港レトロ観光線に転用された[78]。
- 門築土地鉄道 - 外浜・門築大久保間が1960年（昭和35年）に廃止され、以後北九州市田野浦公共臨港側線として使用されたのち、2009年（平成21年）開業の平成筑豊鉄道門司港レトロ観光線に転用された[74]。

### バス

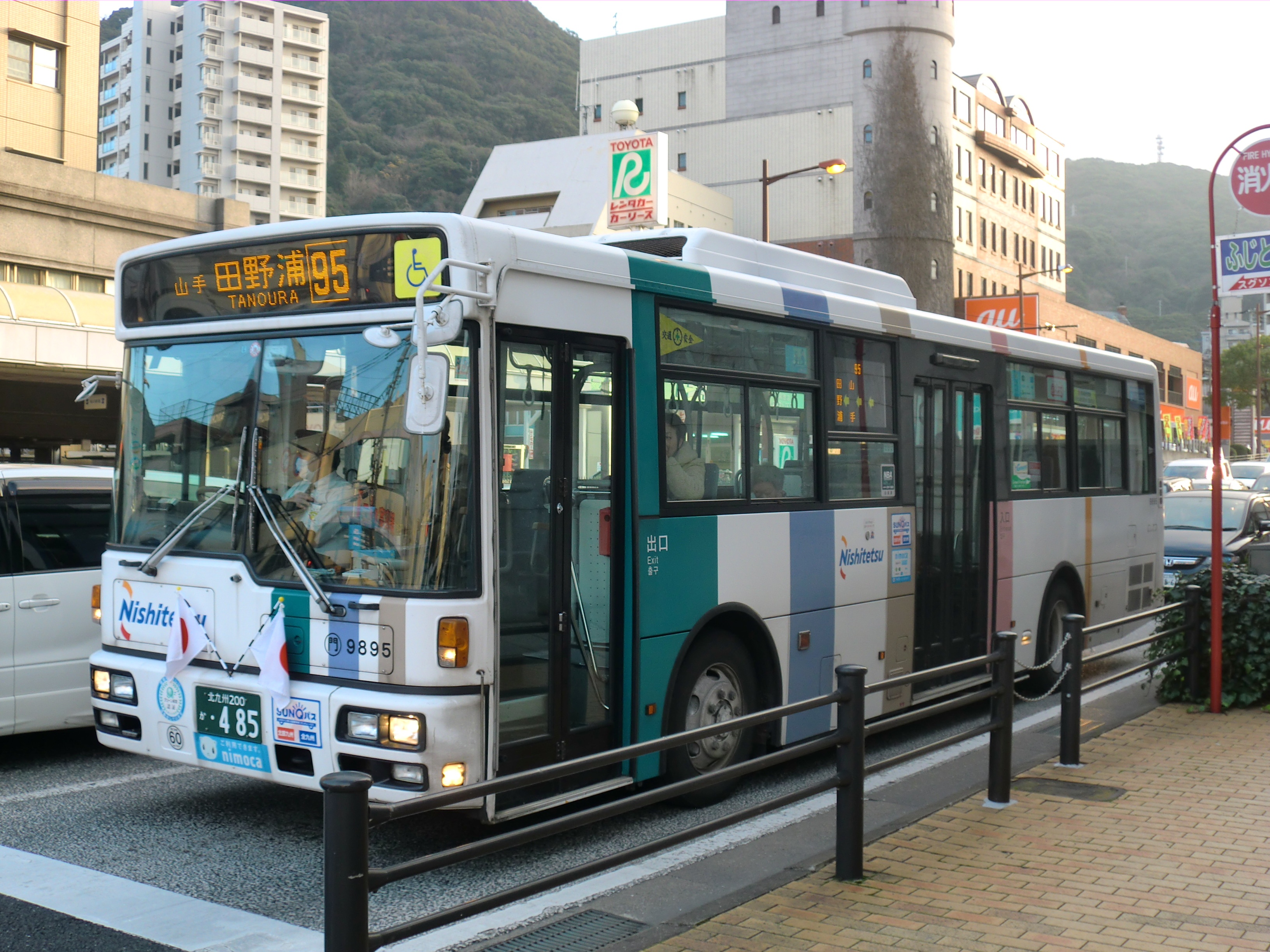
門司港地区・桟橋通り交差点付近を走る西鉄バス北九州の車両。

戦前は、金バス（九州電気軌道）、銀バス（門司自動車会社）、赤バスの3社が競い合っていたが、戦時統制下で九州電気軌道に統合され、その後身である西日本鉄道がこの地域のバスを運行するようになった。
西鉄バス
2002年（平成14年）の分社化後、西鉄バス北九州が運行している。区内の多くの地域にバス路線網があり、門司駅・門司港駅を拠点に区中心部と区内各地を結ぶほか、区内と小倉駅周辺部、小倉北区、小倉南区、戸畑区を結ぶ役割も持つ。区内に門司・恒見営業所を置く。
おでかけ交通
地元住民による運営委員会が運営。西鉄バス路線が廃止された区の東岸部（恒見・喜多久地区）で運行する。

### 高速道路
E3 九州自動車道
門司と鹿児島を結ぶ九州縦貫自動車道の建設は1966年（昭和41年）に始まり、1984年（昭和59年）に門司IC-小倉東ICが開通、1995年（平成7年）に全線開通した。企救半島東側を縦貫する。
- 門司IC - E2A関門橋（関門自動車道）に接続する。
- 新門司IC - 1993年（平成5年）に新設。福岡方面の出入口のみのハーフインターチェンジであり、北九州港のフェリー乗り場に近い。

E2A 関門自動車道（関門橋）
九州自動車道の門司ICと中国自動車道とを結ぶ。
- めかりパーキングエリア - 関門自動車道上り線にあり、多くの人が立ち寄る観光地となっている。
- 門司港インターチェンジ - 下関方面の出入口のみのハーフインターチェンジである。

 北九州高速4号線（都市高速）
関門国道トンネルの開通を前に大渋滞が予想された国道3号のバイパスとして整備が開始されたのが北九州道路であり、1961年（昭和36年）までに日本道路公団の一般有料道路として春日・富野間が開通した。1991年（平成3年）に北九州道路と北九州直方道路が福岡北九州高速道路公社に譲渡されて北九州高速4号線となり、門司区の春日と八幡西区の八幡ICを結ぶ。企救半島の西側を走る。
- 春日出入口 - 4号線の起点。門司港地区の最寄り。
- 上り線のみ、九州自動車道門司ICへの分岐がある。
- 大里出入口

### 主な国道

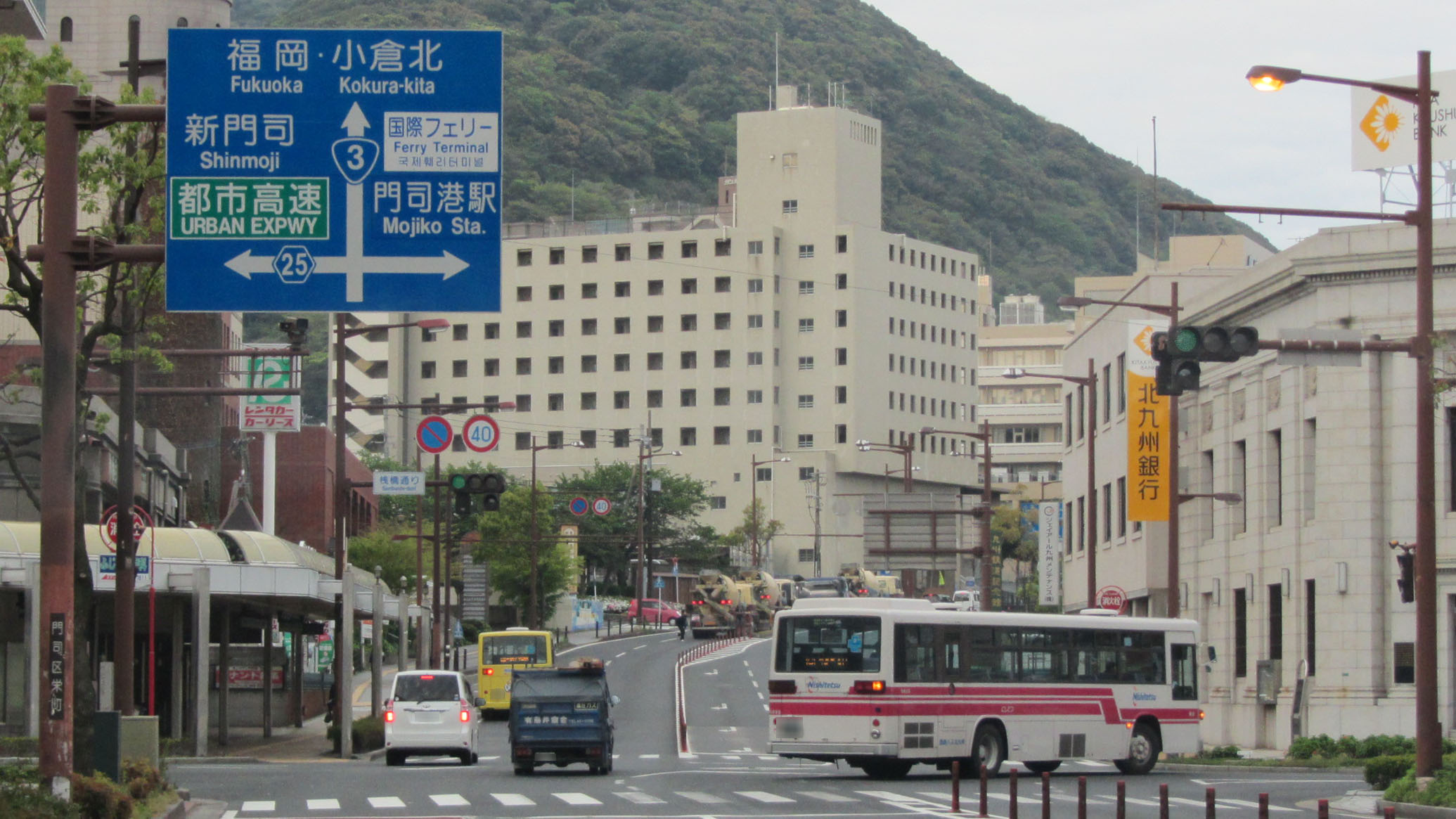
門司港地区の桟橋通り交差点。直進方向が国道3号の大里・小倉方面。右手は海側であり、国道198号を経て門司港駅前に至る。

国道3号
老松公園前交差点を起点とし、JR鹿児島本線の山側を走る。一等国道の第4号国道が1890年（明治23年）以後大里から門司まで延伸し、1920年（大正9年）の旧道路法で第2号国道となり、1952年（昭和27年）の新道路法で国道3号となった。本州から国道2号が関門トンネルを通り、同交差点で国道3号に接続している。
 国道199号
門司港湾合同庁舎前（門司港駅付近）を起点とし、JR鹿児島本線の海側を走る。国道3号が混雑する中、臨海部の新しい東西幹線として整備された路線であり、1970年（昭和45年）に門司・小倉間が開通した。
門司港湾合同庁舎前から桟橋通り交差点までの延長618mは国道198号となり、国道3号に接続する。
レトロ事業に際し、国道3号から門司港駅前を通って国道199号に流れる大型トラックなどの車の量を抑制するため、国道3号の清滝2丁目から国道199号の西海岸2丁目までを高架でバイパスする都市計画道路清滝西海岸線が整備された。

### 船舶
新門司フェリーターミナル
- 阪九フェリー（- 神戸港 - 泉大津港）

門司駅・小倉駅とフェリーターミナルの間に無料送迎バスを運行している。
- 名門大洋フェリー（- 大阪南港）

門司駅・小倉駅とフェリーターミナルの間に無料送迎バスを運行している。
- オーシャン東九フェリー（- 徳島港 - 東京港）

門司駅とフェリーターミナルの間に乗合タクシー(320円)を運行している。
- 東京九州フェリー（ - 横須賀港）

門司駅・小倉駅とフェリーターミナルの間に無料送迎バスを運行している。

## 経済

### 事業所
2016年（平成28年）経済センサスによれば、門司区内の事業所数・従業者数は次のとおりである。門司区内の産業団地としては、新門司のマリナクロス新門司（31.7ha）があり、トヨタ輸送、西日本ダイハツ運輸、日鉄物流八幡（日鐵運輸）、山九、阪九フェリー、安川ロジステックなどが事業所を立地しており、素材産業、リサイクル、自動車関連の運輸業が集積している。
| 産業大分類                         | 事業所数 | 従業者数 |
| ---------------------------------- | -------- | -------- |
| 農業、林業                         | 1        | 6        |
| 漁業                               | -        | -        |
| 鉱業、採石業、砂利採取業           | 1        | 10       |
| 建設業                             | 329      | 2,433    |
| 製造業                             | 271      | 5,729    |
| 電気・ガス・熱供給・水道業         | 3        | 41       |
| 情報通信業                         | 11       | 165      |
| 運輸業、郵便業                     | 381      | 6,794    |
| 卸売業、小売業                     | 1,109    | 7,391    |
| 金融業、保険業                     | 50       | 509      |
| 不動産業、物品賃貸業               | 308      | 653      |
| 学術研究、専門・技術サービス業     | 110      | 549      |
| 宿泊業、飲食サービス業             | 569      | 3,147    |
| 生活関連サービス業、娯楽業         | 368      | 1,312    |
| 教育、学習支援業                   | 99       | 890      |
| 医療、福祉                         | 360      | 7,210    |
| 複合サービス事業                   | 27       | 358      |
| サービス業（他に分類されないもの） | 293      | 2,300    |
| 合計                               | 4,290    | 39,497   |

区内に本社を置く主な企業
| - 岡野バルブ製造 - マツモト - 阪九フェリー - 関門汽船 | - 九州電気システム - 九鉄工業 - 九鉄ジェイライフ - サンキュードラッグ | - JR九州メンテナンス - ジェネック - 高藤建設 |

区内に事業所を置く主な企業
| - エステー九州工場 - ニッカウヰスキー門司工場 - 小野田化学工業門司工場 - 丹平製薬門司工場 | - ENEOSグローブエナジー北九州支店 - 大日本明治製糖西部支社 - 古河物流九州支社 - 上組門司支店 | - 日本サルヴェージ門司支店 - 東武トップツアーズ関門支店 |

### 物流
北九州港の2017年年報によれば、北九州港のうち門司地区の係留隻数は34,234隻、総トン数は51,413,671トン、貨物輸移出は28,354,625トン（完成自動車、鋼材、再利用資材など）、貨物輸移入は30,122,450トン（完成自動車、自動車部品、とうもろこし、砂利・砂など）であり、新門司、次いで太刀浦のウェイトが大きい。門司地区（小倉を含む）の輸出額は9246億円、輸入額は8837億円に上り、双方とも増加傾向にある。輸出入先は、近年では中国、韓国、台湾などのアジア州が多い。
また、新門司は、3社4航路が集まり、新門司ICと接続した利便性もあり、九州最大のフェリー基地となっている。トラック航送および旅客とも全体的に減少傾向ではあるが、2013年の報告によれば、長距離フェリー航路の九州地区における新門司発着航路の割合は、トラック航送で61%、旅客輸送で53%まで高まっている。

### 商業
門司区では、北九州市の他の区と同様、かつては、中心商業地区の商店街（栄町銀天街など）に多くの中小・零細商店が軒を連ね、百貨店（山城屋）がそれに隣接していたが、北九州市全体の素材型産業の地位低下、人口の減少、モータリゼーションの進展、大規模小売店舗法の改正による規制緩和などに伴い、商店街ではシャッターを閉めた店舗が多く見られるようになり、百貨店も閉店した。北九州市の購買力は福岡市に吸収されていると指摘されている。平成26年商業統計調査によれば、門司区の卸売業の従業者は1198人、年間商品販売額は1382億円（市全体では1兆4998億円）。小売業の従業者は4099人、年間商品販売額は666億円（市全体では9130億円）である。

### 金融

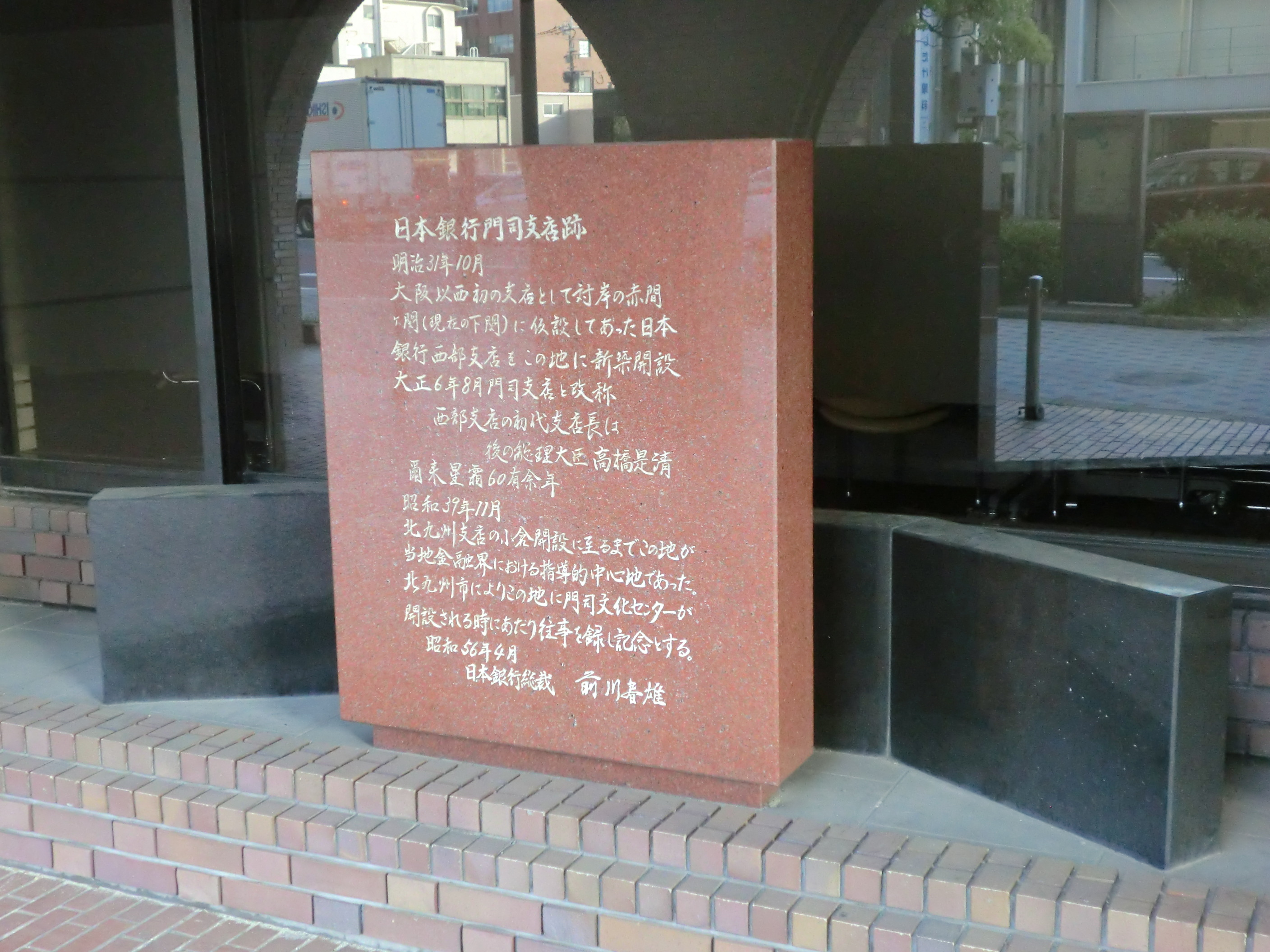
日本銀行門司支店跡の記念碑。

門司には、明治・大正期には、日本銀行西部支店（後に門司支店）が置かれたほか、三井銀行や住友銀行など大銀行が進出し、西日本最大の金融市場を形成していた。戦後は、1963年（昭和38年）に日本銀行門司事務所が小倉に移転して北九州支店となったほか、多くの都市銀行が北九州地域の店舗網を縮小し、それに代わり地方銀行・相互銀行のプレゼンスが高まった。現在、北九州地域の主要金融機関は、西日本シティ銀行（2004年に西日本銀行が福岡シティ銀行と合併）、福岡銀行、福岡ひびき信用金庫（2003年に門司信用金庫などが合併）、北九州銀行（山口フィナンシャルグループ）である。

### 観光
門司では、1947年（昭和22年）には観光協会が設立され、観光案内所が門司港駅に設置された。海水浴場（喜多久海岸）、風師山、和布刈公園、門司ロープウェー、国民宿舎めかり山荘、めかり塩水プールなどに近隣からの観光客や修学旅行客を誘致していたが、多くが市民や近隣向けのレジャー施設であった。1980年代に入ってようやく門司港で歴史的建造物の価値を見直そうという意識が浸透し始め、1985年（昭和60年）に市民団体「門司まちづくり21世紀の会」が活動を始めた。そうした中で、1987年（昭和62年）に初当選した末吉興一市長が、北九州の活性化には観光振興が必要であると主張したのを機に、北九州市ルネッサンス構想の一環として門司港レトロ事業が実施された。2003年（平成15年）には門司港レトロ地区の訪問客数が255万人にまで達したが、ハード面の開発が一段落してからは伸び悩みが見られる。北九州市観光動態調査によれば、2018年（平成30年）に門司港地区を訪問した観光客数は延べ218万4000人（うちレトロ地区189万3000人、和布刈地区29万1000人）であった。なお、1999年（平成11年）以降、門司区のマスコットキャラクターとして「じーも」がイベント等に参加している。

## 政治・行政・司法

### 行政機関・裁判管轄

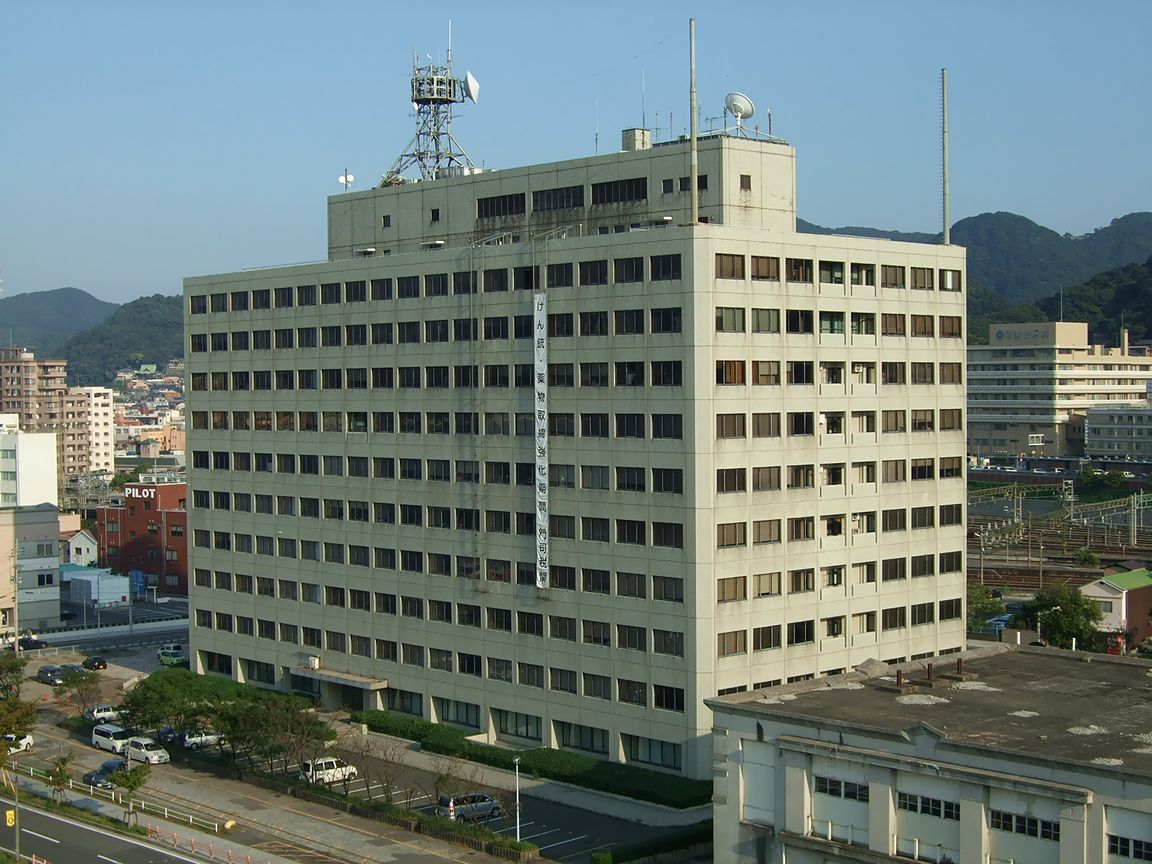
第七管区海上保安本部、門司税関などが入る門司港湾合同庁舎。

門司区役所
政令指定都市は、地方自治法252条の20により、市長の権限に属する事務を分掌させるため、条例で、その区域を分けて区を設け、区の事務所又はその出張所を置くものとされている。区には区長が置かれ、市職員が充てられる。北九州市においては、「区の設置並びに区の事務所の位置、名称、所管区域及び事務分掌に関する条例」により、門司区を含む7区が置かれている。
五市合併当初、区役所の組織・権限は、旧市の組織・権限をほぼそのまま引き継ぐものであり、区長の権限も強かった。昭和49年の7区制への移行などを機に組織改革が進み、本庁への権限集約が進んだ。現在、区の事務所（区役所）が分掌する事務は、(1)区が主体となって行うまちづくりに関する事項、(2)区におけるコミュニティの活動の支援に関する事項、(3)住民基本台帳及び戸籍に関する事項、(4)区における社会福祉、社会保障及び保健衛生に関する事項、(5)区における道路その他土木に関する事項、(6)区における子ども及び家庭に係る行政サービスに関する事項、(7)その他区における行政サービスに関する事項とされている。門司区役所の職員数は2018年（平成30年）4月現在207人。
区役所出張所として、松ヶ江出張所と大里出張所が置かれている。1930年（昭和5年）に建築。1999年（平成11年）に登録有形文化財に登録。
門司警察署
福岡県警察に属する。前身は明治24年設置の小倉警察署文字ヶ関分署であり、明治26年に門司警察署となった。
門司消防署
北九州市消防局に属する。本署は大里東にあり、老松、松ヶ枝、門司西の分署がある。1948年（昭和23年）消防組織法の下設置。
第七管区海上保安本部
門司区に本部を置き、福岡・佐賀・長崎・大分の各県、山口県西部を管轄する。出先の事務所組織として、門司海上保安部がある。
門司税関
有明海に面する地域を除く福岡・佐賀の両県、大分・宮崎の全県、長崎県の壱岐・対馬と山口県を管轄する。アジア太平洋地域との玄関口として、関税の徴収、通関手続、輸出入禁止物品の水際取締り等の業務を行う。
裁判所
門司区は福岡地方裁判所小倉支部、福岡家庭裁判所小倉支部、小倉簡易裁判所の管轄区域内である。戦前は小倉区裁判所門司出張所が置かれており、戦後は門司簡易裁判所が存在したが、1987年（昭和62年）、小倉簡易裁判所に統合された。
検察庁
門司区は福岡地方検察庁小倉支部、小倉区検察庁の管轄区域内である。

### 選挙区
市議会議員選挙
公職選挙法により、政令指定都市の議会の議員の選挙においては区をもって選挙区とされ、人口に応じて選挙区ごとの定数を定めることとされている。現在、北九州市議会の定数57人のうち門司区に6人が割り当てられている。2018年（平成30年）3月現在の会派別議員数は、自由民主党2人、公明党1人、ハートフル北九州2人、日本共産党1人。
衆議院議員総選挙
小選挙区では、門司区は小倉北区、小倉南区とともに福岡県第10区を構成し、比例代表では九州ブロックに属する。
参議院議員通常選挙
選挙区は福岡県選挙区に属する。
福岡県議会議員選挙
門司区は1選挙区を構成し、定数87人のうち2人が割り当てられている。

## 生活

### 教育機関

#### 高等学校
福岡県立
県立高校はかつて門司区だけで単一の通学区域（旧第2学区）であったが、若年人口減少により、2007年（平成19年）4月1日旧第3学区と統合された（2009年4月1日より旧第2・第3学区は第2学区に変更）。また、区内の県立高校の再編成が行なわれ、中高一貫型を採るケースも出た。
- 門司大翔館高等学校

2004年（平成16年）、門司商業高等学校と大里高等学校が統合再編され、全日制単位制高等学校として開校された。
- 門司学園高等学校

2007年（平成19年）、門司高等学校と門司北高等学校が統合された。現在は、併設型公立中高一貫教育校となっている。
私立
- 敬愛高等学校
- 豊国学園高等学校
- 啓知高等学校（旧・九州女子学園高等学校）（閉校）

#### 中学校
福岡県立
- 門司学園中学校（門司学園高校併設）[123]。

北九州市立
門司区内の市立中学校は7校である。
| - 東郷中学校 - 戸ノ上中学校 - 早鞆中学校 - 松ヶ江中学校 | - 緑丘中学校 - 門司中学校（1997年、港中学校・吉野中学校が統合。2010年、風師中学校を統合） - 柳西中学校 |

私立
- 敬愛中学校

#### 小学校
北九州市立
門司区内の市立小学校は17校である。
| - 大積小学校 - 小森江小学校 - 白野江小学校 - 大里東小学校 - 大里南小学校 | - 大里柳小学校 - 田野浦小学校 - 西門司小学校 - 萩ヶ丘小学校 - 柄杓田小学校 - 藤松小学校 | - 松ヶ江北小学校（2019年、伊川小学校を統合） - 松ヶ江南小学校 - 港が丘小学校（1999年、清見小学校・古城小学校が統合） - 門司海青小学校（1995年、錦町小学校・丸山小学校が統合） - 門司中央小学校（1995年、庄司小学校・門司小学校が統合） |

私立
- 敬愛小学校

#### 特別支援教育
- 北九州市立門司総合特別支援学校

2016年（平成28年）、それまでの門司特別支援学校、小倉南特別支援学校の一部、企救特別支援学校の一部を再編する形で開校した。知的障害教育部門（小学部、中学部、高等部）、病弱教育部門（小学部、中学部）を有する。

#### 幼稚園
北九州市立
- 松ヶ江幼稚園（閉園）

私立
門司区内に10園ある。
| - 愛光幼稚園 - あけぼの幼稚園 - 敬愛幼稚園 - さいわい幼稚園 | - 東郷瞳幼稚園 - 西門司幼稚園 - 日の丸幼稚園 - 門司こばと幼稚園 | - 門司聖母幼稚園 - 門司瞳幼稚園 |

### 図書館

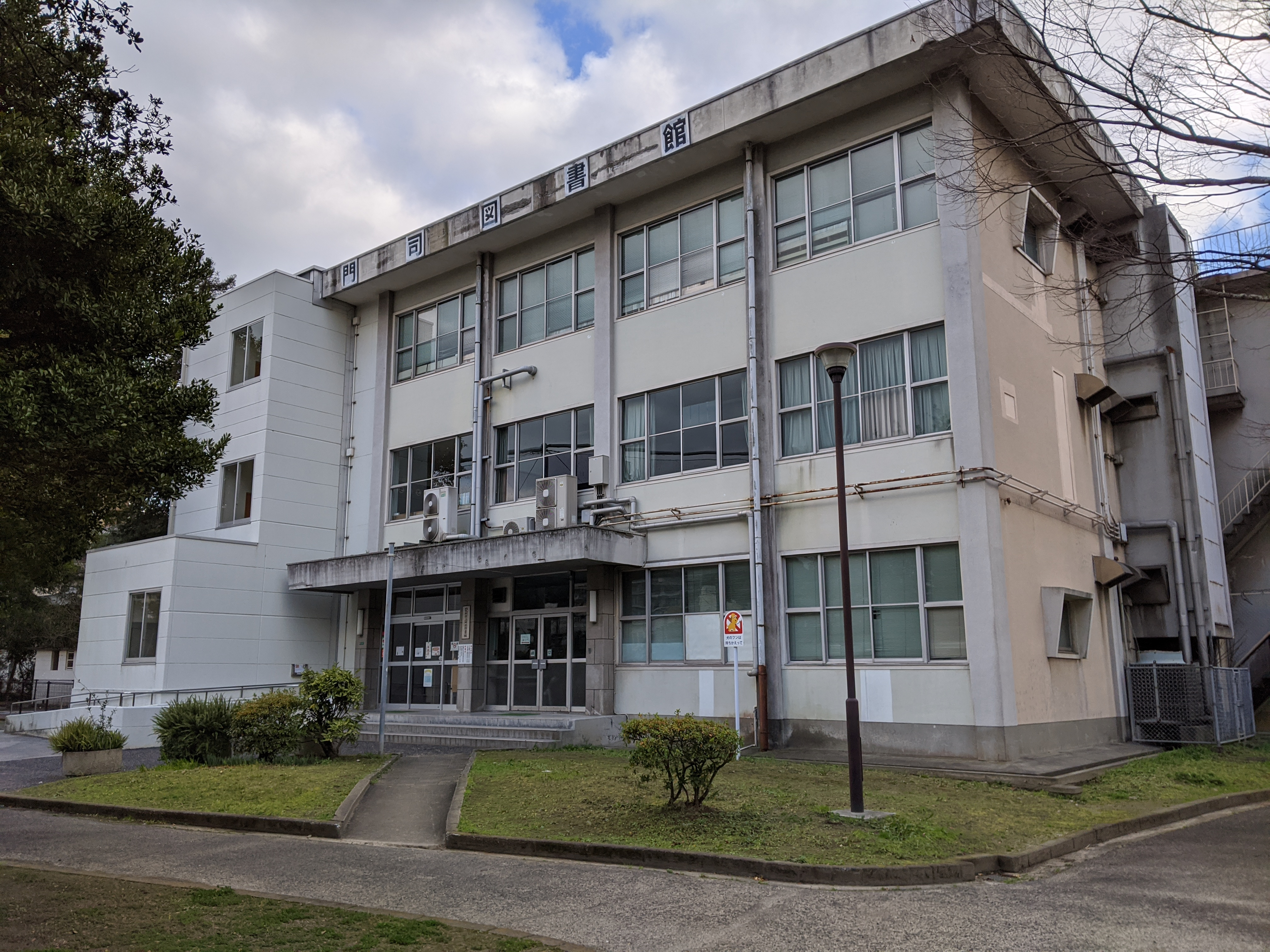
門司図書館。

- 北九州市立門司図書館

門司市立図書館は、1910年（明治43年）、閲覧室として開設された。戦災により蔵書を失ったが、戦後再出発し、1964年（昭和39年）、老松公園に新築開館した。五市合併後、北九州市立門司図書館となっている。
- 大里分館（大里こどもと母のとしょかん）

1973年（昭和48年）、北九州市初の「こどもと母のとしょかん」として開館し、2011年（平成23年）、大里柳市民センター2階に移転した。
- 新門司分館

2007年（平成19年）開館。松ヶ江郷土史会と連携して郷土史の収集に力を入れている。
- 北九州市立国際友好記念図書館（閉館）

国際友好記念図書館館は、門司港レトロ地区に1995年から設置されていたが、2018年3月30日限りで閉館した。建物は10月1日より北九州市大連友好記念館として使用されている。

### 医療機関
北九州市立
- 北九州市立門司病院 - 1949年（昭和24年）、社会保険門司市民病院として開院[137]。

民間総合病院
- 門司掖済会病院 - 1902年（明治35年）開設[138]。
- 九州鉄道記念病院 - 1917年（大正6年）、門司鉄道病院として開設[138]。1989年（平成元年）JR九州病院に改称、2020年（令和2年）医療法人若葉会グループへの事業譲渡とともに現名称に改称。
- 九州労災病院門司メディカルセンター - 1955年（昭和30年）開設[138]。
- 新小文字病院

### 郵便局
郵便局は、関門海峡側に多く所在する。なお2017年2月20日付で区内の集配業務が門司郵便局に集約された。
- 門司郵便局 - 集配局
- 門司港郵便局 - 元集配局、区役所本庁管内の集配を担当していた

### 新聞
1892年（明治25年）に津田維寧が日刊紙『門司新報』を創刊し、福岡県内で有力紙となったが、全国紙との競合に敗れ、1938年（昭和13年）に廃刊となった。1919年（大正8年）に毎日新聞関門支局が門司市に発足し、その後、西部総局、西部支社、西部本社に昇格したが、昭和40年、小倉市に移転した。大阪朝日新聞門司支局は1894年（明治27年）に開設され、その後、九州支社に昇格したが、1937年（昭和12年）に小倉市に移転した（朝日新聞西部本社）。1942年（昭和17年）に新聞統制の結果、福岡県は朝日新聞、毎日新聞、西日本新聞の3紙となった。
現在、門司区内には、現在西日本新聞社が門司支局と関連拠点を置いているのみである。

### 放送
テレビの電波直接受信については、地理的に皿倉山の八幡テレビ・FM放送所から出される電波が届かない地域が多いため、区内に数多くの中継局が設けられている。詳細は北九州市内の小規模テレビジョン中継局を参照。
ラジオについてはFMは八幡送信所からの放送を、AMについては響ラジオ放送所からの電波を、それぞれ受信する。但し、AMについては、周防灘側では送信所からの距離がやや離れていることもあり、高周波の2局が、季節や時間帯によっては他局からの混信障害を受ける。なお、NHK北九州放送局は、FMの中継局を区内の風師山に設けている。

### 水道
五市合併前から、門司以外の4市は北九州水道組合を作っていたが、門司は、従来貯水量が豊富であり、これに加わっていなかった。1964年（昭和39年）1月、北九州市水道局に統合されたが、料金は門司が約1割安いままであり、水道本管の接続もされなかった。しかし、同年には梅雨・台風による降雨量が少なく、門司の4貯水池（頂吉、福智、松ヶ江、小森江）の貯水量が減少したため、翌年5月までの夜間断水や、小倉系配水管からの応援で対応せざるを得なかった。その後、北九州市では1967年（昭和42年）、1968年（昭和43年）と異常渇水が続き、市民生活に打撃を与えた。北九州市は、その後水源開発を進め、現在、遠賀川を主水源として安定した給水を行っている。

## 文化

### 文化施設・青少年施設

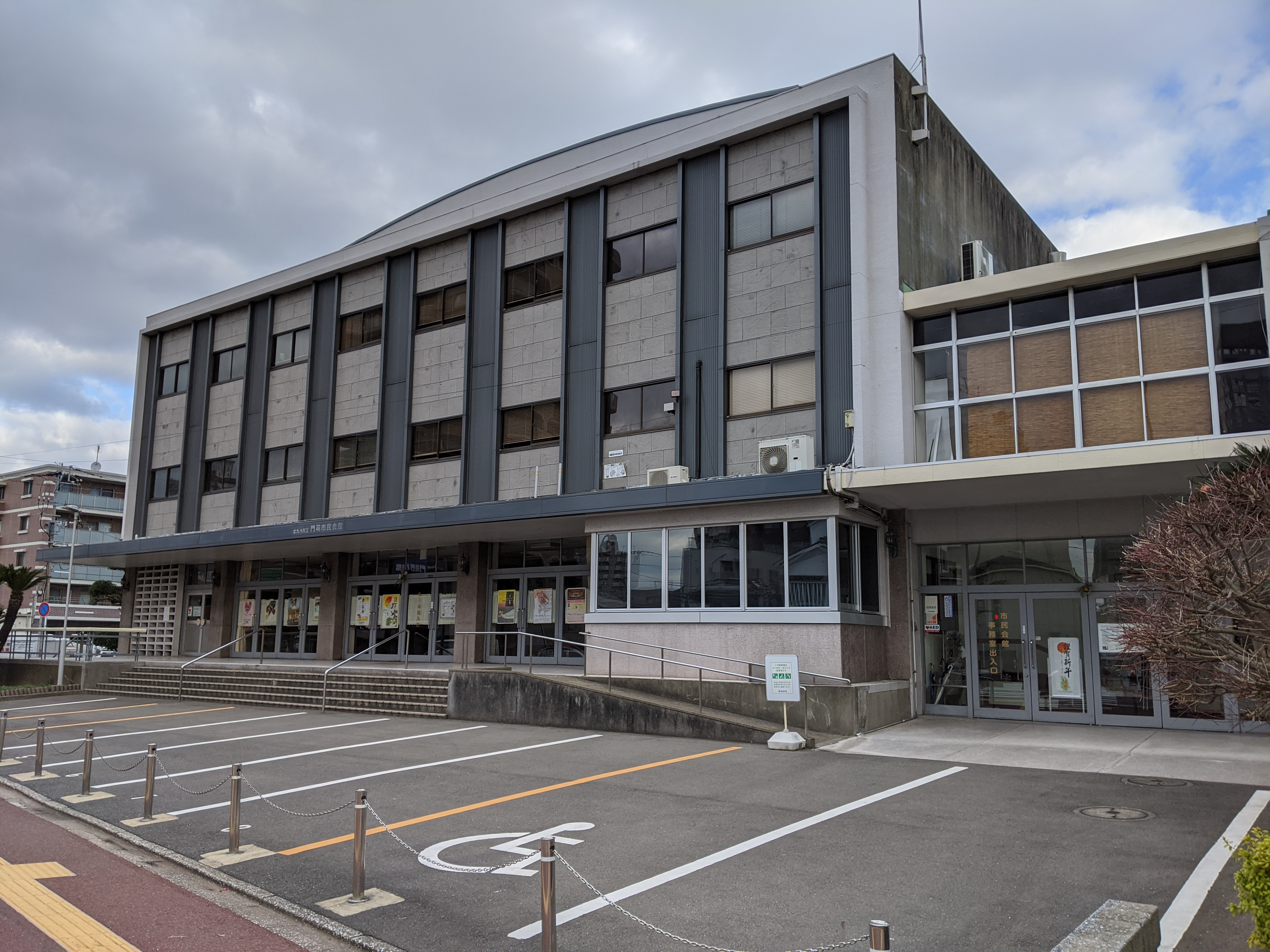
門司市民会館。

- 門司市民会館

1985年（昭和60年）、門司文化会館から現名称に改称した。大ホール800人を収容する。
- 門司生涯学習センター

1981年（昭和56年）、門司文化センターとして開館した。1階に収容人数350人の多目的ホールが設けられ、音楽会、各種集会に利用されている。2003年（平成15年）に現名称に改称。
- 門司港美術工芸研究所

2002年（平成14年）、廃校となった旧庄司小学校の校舎を活用して、芸術家・工芸家の創作活動の場所として門司港アート村が開村した。2011年（平成23年）から、研究・教育機能を高めた門司港美術工芸研究所として再出発した。2016年（平成28年）、門司港レトロ地区に移転した。
- 出光美術館（門司）

2000年（平成12年）開館。出光佐三が収集した書跡、工芸品、陶磁器、絵画など、国宝2点、重要文化財56件を含む約1万件に及ぶコレクションを有し、年数回の展覧会を実施している。
- 林芙美子記念室

1995年（平成7年）、北九州市旧門司三井倶楽部2階に林芙美子資料室として開設され、門司生まれとされる作家林芙美子の資料を展示している。2015年（平成27年）、林芙美子記念室としてリニューアルオープンした。
- もじ少年自然の家

1981年（昭和56年）開所。

### 祭事・催事

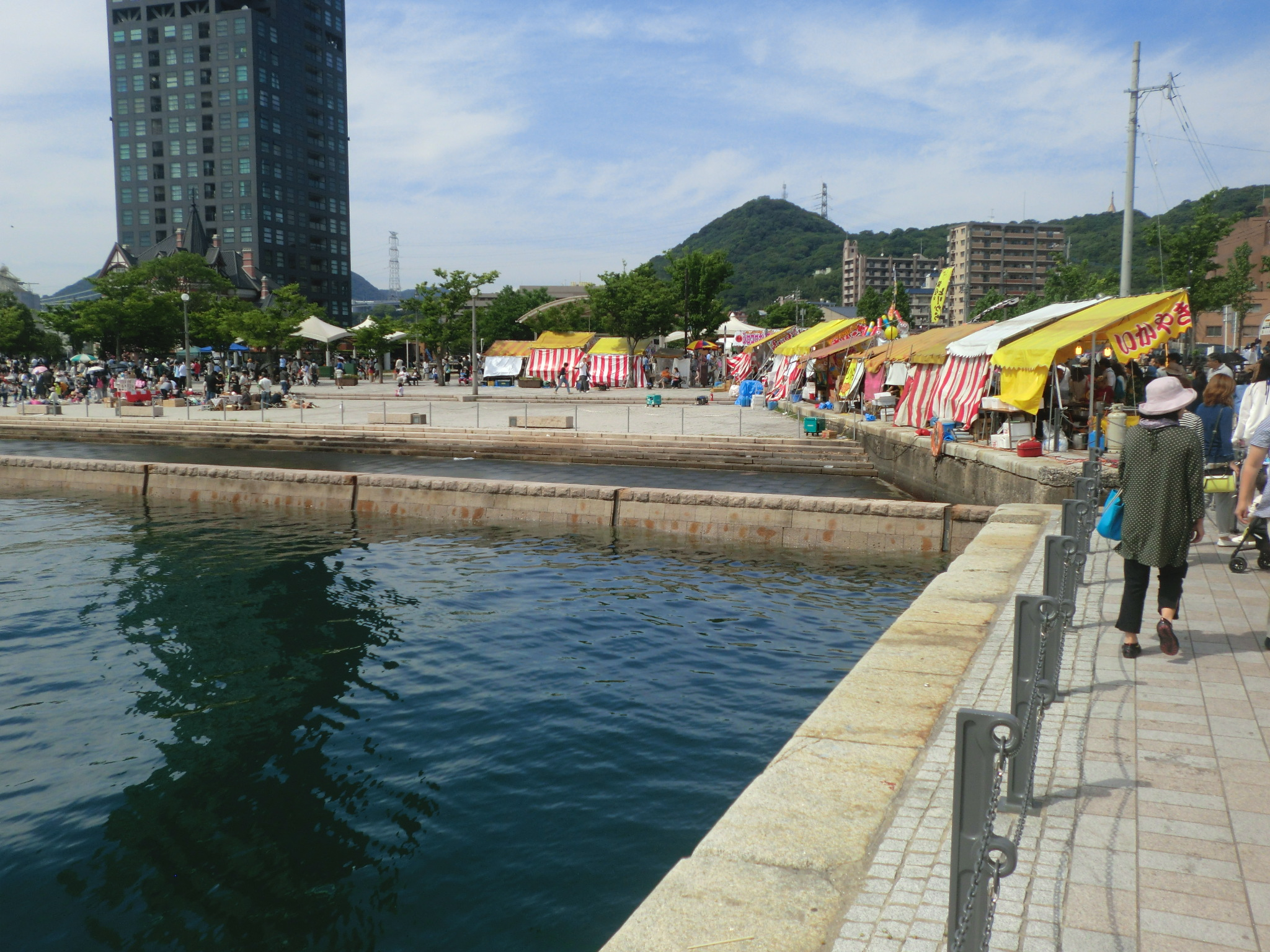
みなと祭りで賑わう門司港の船溜まり。

門司区で行われる主なイベントには、次のようなものがある。
- 北九州市消防出初式（毎年1月） - 西海岸。
- 和布刈神事（毎年旧暦元日開催）

和布刈神社で、旧暦元日の午前3時頃、その年初めての干潮時に、3人の神職が境内から海峡に下り、ワカメを刈り取る神事。県指定無形民俗文化財。
- 門司海峡フェスタ（毎年5月）

ゴールデンウィーク中に門司港地区で行われるイベントで、甲冑武者行列、バナナの叩き売り、打ち上げ花火などが行われる。下関市ではしものせき海峡まつりが行われる。2018年（平成30年）の入場者数は18万人。
- 門司みなと祭り（毎年5月）

門司港が国際港として知られるようになった1934年（昭和9年）、出光佐三と門司商工会議所が中心となり、第1回みなと祭りを開催した。日中戦争開戦後中止されていたが、1947年（昭和22年）、中野真吾門司市長が呼びかけて復活させた。門司港地区を中心に、約2000人が参加する祝賀パレード、総踊り、自衛隊・海上保安庁による艦船公開などが行われる。2018年（平成30年）の見物客数は35万人。
- 関門海峡花火大会（毎年8月13日）

1987年（昭和62年）7月、北九州市政25周年を記念してポート門司花火大会が開かれ、1988年（昭和63年）8月、港鉄道100周年祭として北九州市・下関市共催で花火大会が行われたのを機に、毎年開かれるようになった。2018年（平成30年）の見物客数は50万人。
- 楠原踊（毎年10月）

みのり踊とも呼ばれる雨乞踊。昭和31年に一部を復活させ、現在は、甲宗八幡神社の秋祭りに奉納している。昭和47年、市指定無形民俗文化財。
- 大積神楽（毎年11月）

大積天疫神社の秋祭りに奉納される。1978年（昭和53年）、市指定無形民俗文化財。
- 門司港レトロイルミネーション（11月-2月）
- 門司港レトロカウントダウン（12月31日）

### ことば
北九州市域は共通語化が著しいが、「読ミキラン」（読む能力がない）、「見ラン」（見ない）などの九州方言は、年層・性別を問わず聞かれる。また、門司は北九州市の中でも旧豊前国・小倉藩に属することから、筑前方言の文末詞「バイ」「タイ」は余り使われない。豊前方言が残っている一方、中国地方の言い方も流入しており、地理的位置を反映して多様性が見られる。「イツ行クン」などの問いかけに「ン」を用いるのも豊前方言である。理由を示す「……から」は「ケ」が一般的で、「ケン」はまれである。「書いている」「知っている」を「書キヨル」「知ットル（知ッチョル）」と言うが、昭和40年代頃から、遠賀川以西の発音の影響を受けて「書キヨー」「知ットー（知ッチョー）」と言う人が増えている。

### 門司が舞台となった作品
北九州市が2000年（平成12年）に組織した北九州フィルム・コミッションの誘致活動もあり、近年では多くの映画・ドラマ等が門司区内でロケを行っている。
映画
- 錆びたナイフ（1958年、架空の都市「宇高市」として登場）
- 新仁義なき戦い 組長の首（1975年）
- 男はつらいよ 幸福の青い鳥（1986年）
- 夢の女（1993年）
- 釣りバカ日誌10（1998年）
- スパイ・ゾルゲ（2003年）
- この胸いっぱいの愛を（2005年）
- The焼肉ムービー プルコギ（2007年）
- 相棒 -劇場版IV- 首都クライシス 人質は50万人! 特命係 最後の決断（2017年）
- ママレード・ボーイ（2018年）

ドラマ
- 銀河テレビ小説 ふるさとシリーズ 港駅（NHK、1984年）
- お家さん（読売テレビ、2014年）
- 絶狼〈ZERO〉-DRAGON BLOOD-（テレビ東京、2017年）

漫画
- アーサーGARAGE（2006年 - 連載中）

## 主な著名人
50音順。※は北九州市から特命大使を委嘱された人物。★は故人。
- ★青山真治（映画監督、小説家）※文化
- 秋山竜次（お笑い芸人ロバート）※観光
- 池内博子（元山口放送アナウンサー）
- 芋洗坂係長（お笑い芸人）※観光
- 奥谷喬司（動物学者、東京水産大学名誉教授）
- ★小田基義（映画監督）
- 川面剛（元プロバスケットボール選手）
- ★神崎武雄（小説家）
- 城井崇（衆議院議員）
- キミーブラウニー（ミュージシャン・お笑い芸人）
- 金哲彦（元陸上競技選手、陸上競技・駅伝解説者）
- ゴン（お笑いトリオビックスモールン）※観光
- ★佐木隆三（作家、北九州市立文学館初代館長。晩年区内に居住）
- 塩ノ谷早耶香（元歌手）
- 杉尾秀哉（参議院議員、元TBSテレビ記者）
- ★杉葉子（女優）
- たーし（漫画家）
- ★宅和本司（野球解説者、元プロ野球選手）
- 竹下佳江（元バレーボール選手）※スポーツ
- 田中輝明（バスケットボール指導者）
- 千々松幸子（声優、ナレーター）
- ★千代丸健二（作家、ジャーナリスト、人権活動家）
- つるの剛士（俳優、タレント、歌手、ミュージシャン）
- 中島義道（哲学者）
- 中村うさぎ（小説家、エッセイスト）
- 中村正三郎（プログラマー、コンピュータ評論家）
- ★畑中良輔（バリトン歌手、指揮者、音楽評論家）
- ★林芙美子（作家、昭和初期から戦後にかけて活躍）
- 原田徹（元NHKアナウンサー）
- 馬場裕之（お笑い芸人ロバート）※観光
- 平出隆（詩人、文芸評論家）※文化
- 広石武彦（ロックミュージシャン）
- 藤原新也（写真家、作家）
- 福井烈（元プロテニス選手）※スポーツ
- 水島裕（声優、俳優、タレント、ナレーター）
- 宮本隆治（フリーアナウンサー、元NHKアナウンサー）※観光
- ★毛利輝夫（俳優）
- 森武知子（1958年ミス・ユニバース日本代表）
- ★諸口あきら（タレント、ラジオ屋、カントリーシンガー、評論家、書家）
- ★弥永正宏（小倉競輪場実況アナウンサー）
- ★山岸二郎（テニス選手）
- 山田圭子（漫画家）
- 山田稔（小説家、フランス文学者）
- 山本幸三（衆議院議員）
- 湯崎夫沙子（イタリア在住のアニメーション作家、彫刻家）
- 米岡誠一（ラジオDJ、ナレーター、ミュージシャン、ローカルタレント）